# Music Bank (chương trình truyền hình)
Music Bank (Hangul: 뮤직뱅크, Romaja quốc ngữ: Myujik Baengkeu) là một chương trình truyền hình âm nhạc Hàn Quốc được phát sóng trực tiếp lúc 17 giờ (KST) mỗi thứ 6 hàng tuần trên các kênh KBS2 và KBS World, tại hơn 100 quốc gia. Chương trình được ghi hình tại KBS New Wing Open Hall đặt tại thủ đô Seoul. Ngoài các chương trình được truyền hình trực tiếp trong nước, chương trình còn tổ chức các tour lưu diễn khắp thế giới, Music Bank World Tour.
Hong Eun-chae và Lee Chae-min hiện là 2 MC chính của chương trình.

## Lịch sử
Trước Music Bank, Top 10 ca khúc (가요톱10) ra mắt vào năm 1981 phát sóng trực tiếp lúc 18 giờ 30 phút ngày thứ Sáu và phát sóng cho đến đầu năm 1998. Đối với những tháng đầu năm 1998, Bravo New Generation là nơi diễn ra chương trình, nhưng do rating thấp, nó đã nhanh chóng được thay thế bằng Music Bank vào ngày 18 tháng 6 năm 1998. Dạng biểu đồ đã được sử dụng từ Top 10 ca khúc từ trước đã bị bỏ vào cuối năm 2001 do gây tranh cãi và đã được thay đổi thành một dạng yêu cầu.
Năm 2005, chương trình chuyển sang khung giờ chiều Chủ nhật lúc 12 giờ 45 phút và được ghi hình và phát sóng. Do tỉ suất người xem thấp, trong tháng 9 năm 2007, chương trình trở về lại với khung thời gian phát sóng ban đầu và trở về phát sóng trực tiếp.
Vào tháng 1 năm 2008, dựa trên các bảng xếp hạng, chương trình được kết hợp vào thêm cái tên K-Chart (là bảng xếp hạng đếm ngược các vị trí). Tháng 6 năm 2008, chương trình tăng thời lượng lên 70 phút, phát sóng từ 18:30 đến 19:40, trở thành chương trình truyền hình âm nhạc có thời lượng dài nhất trên truyền hình lúc bấy giờ. Trong tháng 11 năm 2008, chương trình chuyển sang khung giờ 18 giờ 40 phút, tiếp tục tăng thời lượng 80 phút. Vào tháng 5 năm 2010, chương trình chuyển sang khung giờ 17 giờ 50 phút.
Từ ngày 27 tháng 8 năm 2010, Music Bank bắt đầu phát sóng trực tiếp tới 54 quốc gia khác nhau trên khắp thế giới thông qua KBS World, và bao gồm các tính năng tương tác mới cho khán giả quốc tế thông qua Twitter.

## K-Chart
K-Chart là các bảng xếp hạng đếm ngược của Music Bank. Các bảng xếp hạng được tính bằng cách kết hợp Bảng xếp hạng Âm nhạc kỹ thuật số (chiếm 60% kết quả), Lượng album tiêu thụ trong tuần (chiếm 10% kết quả), Số lần phát sóng trên TV / Radio (chiếm 20% kết quả), và số lượt bình chọn của người xem (chiếm 10% kết quả). Sau phần trình diễn mở màn và lời chào của MC, chương trình sẽ giới thiệu 2 bài hát sẽ tranh ngôi nhất tuần và sẽ công bố ca khúc giành ngôi nhất tuần ở phần cuối chương trình. Ca khúc chiến thắng là ca khúc có tổng số điểm cao nhất và chủ nhân của ca khúc đó sẽ nhận được cúp của chương trình.
Tuần cuối cùng của tháng 6 hàng năm, Music Bank sẽ trao giải thưởng Music Bank First Half 1st Place (tạm dịch: Hạng nhất trong nửa năm đầu của Music Bank) cho bài hát được yêu thích nhất trong 6 tháng đầu năm. Trong tuần cuối cùng của tháng 12, Music Bank sẽ tổ chức giải thưởng Music Bank 1st Place (hoặc Music Bank MVP trong năm 2008) nhằm trao cho bài hát được yêu thích nhất năm.
Trước khi của K-Chart được kết hợp, bảng xếp hạng các thể loại đã được sử dụng. Từ tháng 9 đến tháng 12 năm 2007, mỗi tuần sẽ trao giải một thể loại khác nhau (Bảng xếp hạng âm nhạc kĩ thuật số, Bảng xếp hạng Karaoke, Bảng xếp hạng do người xem bình chọn, bảng xếp hạng album bán chạy). Về kỹ thuật, mỗi thể loại sẽ chỉ được trao mỗi tháng một lần. Nó tương tự như K-Chart, ngoại trừ kết quả mỗi tuần chỉ có thể dựa trên một biểu đồ cụ thể, và không phải tất cả các bảng xếp hạng do nhiều bảng xếp hạng kết hợp. Từ tháng 1 năm 2008 - tháng 4 năm 2009, hai biểu đồ đều được sử dụng. Mỗi tuần, các Bảng xếp hạng âm nhạc kĩ thuật số và Bảng xếp hạng Album bán chạy đều được sử dụng, vào cuối tháng đã được kết hợp lại để đưa ra bảng xếp hạng tổng (Bảng xếp hạng album bán chạy (20%) + Bảng xếp hạng âm nhạc kỹ thuật số (50%) + Bảng xếp hạng do người xem bình chọn (30%)). Trong tháng 5 năm 2009, điều này đã bị bỏ cho các bảng xếp hạng kết hợp đặc trưng mỗi tuần. Lưu ý rằng hệ thống xếp hạng của Music Bank khác với các chương trình âm nhạc K-Pop được truyền hình trước đây và hiện tại, trong đó một nghệ sĩ có thể giành được số lần không giới hạn cho cùng một bài hát (các chương trình khác thường loại bỏ nó khỏi bảng xếp hạng sau ba lần thắng.) Trong khi các chương trình âm nhạc khác có tổng điểm cao nhất là 10.000 hoặc 11.000, thì điểm số cao nhất có thể đạt được của Music Bank là 200.000, có nghĩa là hạng mục Biểu đồ nhạc số có 130.000 điểm dưới dạng điểm số đầy đủ, 40.000 cho Phát sóng, 20.000 cho Người xem Lựa chọn và cuối cùng là 10.000 cho Doanh số Album.

## Những người chiến thắng

### Người giành được hạng 1 MVP.

#### 1998
| Tháng Sáu - 06.16 – Yoo Seung-jun – "NaNaNa" - 06.23 – Yoo Seung-jun – "NaNaNa" - 06.30 – Yoo Seung-jun – "The Love That I Waited For" Tháng Bảy - 07.07 – Sechs Kies – "Crying Game" - 07.14 – Im Chang-jung – "Dance With The Wolf" - 07.21 – Kim Min-jong – "Good Love" - 07.28 – Sechs Kies – "Road Fighter" Tháng Tám - 08.04 – Sechs Kies – "Road Fighter" - 08.11 – Kim Hyun-jung – "Breakup With Her" - 08.18 – Sechs Kies – "Road Fighter" - 08.25 – Kim Hyun-jung – "Breakup With Her" Tháng Chín - 09.01 – Kim Hyun-jung – "Lonely Love" - 09.08 – Sechs Kies – "Reckless Love" - 09.15 – Sechs Kies – "Reckless Love" - 09.22 – Fin.K.L – "To My Boyfriend" - 09.29 – Fin.K.L – "To My Boyfriend" Tháng Mười - 10.06 – No Show - 10.13 – Kim Min-jong – "But You Are My Eternal Love" - 10.20 – Sechs Kies – "Reckless Love" - 10.27 – No Show Tháng Mười Một - 11.03 – Fin.K.L – "Ruby" - 11.10 – Fin.K.L – "Ruby" - 11.17 – Jo Sungmo – "To Heaven" - 11.24 – Jo Sungmo – "To Heaven" Tháng Mười Hai - 12.01 – H.O.T. – "Hope" - 12.08 – S.E.S. – "Dreams Come True" - 12.15 – H.O.T. – "Hope" - 12.22 – H.O.T. – "Hope" |

#### 1999
| January - 01.12 – S.E.S. – "Dreams Come True" - 01.19 – S.E.S. – "Dreams Come True" - 01.26 – Sechs Kies – "As I Let You Go" February - 02.02 – Park Ji-yoon – "Precious Love" - 02.09 – S.E.S. – "I Love You" - 02.23 – Cool – "Misery" March - 03.02 – S.E.S. – "I Love You" - 03.09 – Roo'ra – "Good" - 03.16 – S.E.S. – "I Love You" - 03.23 – Kim Hyun-jung – "Separation Can Come Back" - 03.30 – Kim Hyun-jung – "Separation Can Come Back" April - 04.06 – Park Ji-yoon – "Steal Away" - 04.13 – Kim Min-jong – "A Secret Garden" - 04.20 – Yoo Seung-jun – "Passion" - 04.27 – Yoo Seung-jun – "Passion" May - 05.04 – Yoo Seung-jun – "Passion" - 05.11 – Yoo Seung-jun – "Passion" - 05.18 – Yoo Seung-jun – "Passion" - 05.25 – Fin.K.L – "Forever Love" June - 06.01 – Fin.K.L – "Forever Love" - 06.08 – Shinhwa – "T.O.P" - 06.15 – Kim Hyun-jung – "Silhouette" - 06.22 – Shinhwa – "T.O.P" - 06.29 – Shinhwa – "T.O.P" July - 07.06 – Yoo Seung-jun – "Sad Silence" - 07.13 – Shinhwa – "YO!" - 07.20 – Shinhwa – "YO!" - 07.27 – Shinhwa – "YO!" August - 08.03 – Baby V.O.X. – "Get Up" - 08.10 – Shinhwa – "YO!" - 08.24 – Shinhwa – "YO!" - 08.31 – Sechs Kies – "COM'BACK" September - 09.07 – Sechs Kies – "COM'BACK" - 09.14 – Jo Sung-mo – "For Your Soul" - 09.21 – Sechs Kies – "COM'BACK" - 09.28 – Sechs Kies – "COM'BACK" October - 10.05 – Baby V.O.X. – "Killer" - 10.12 – Y2K – "Deep Sadness" - 10.19 – Sechs Kies – "Premonition" - 10.26 – Jo Sung-mo – "For Your Soul" November - 11.02 – Jo Sung-mo – "For Your Soul" - 11.09 – Sechs Kies – "Premonition" - 11.16 – Lee Jung-hyun – "Wa" - 11.23 – Lee Jung-hyun – "Wa" - 11.30 – Lee Jung-hyun – "Wa" December - 12.07 – Sharp – "Tell Me Tell Me" - 12.14 – Yoo Seung-jun – "Vision" - 12.21 – Yoo Seung-jun – "Vision" |

#### 2000
| January - 01.04 – Yoo Seung-jun – "Vision" - 01.11 – Yoo Seung-jun – "Vision" - 01.18 – Yoo Seung-jun – "Vision" - 01.25 – Turbo – "Cyber Lover" February - 02.01 – g.o.d – "Love and Memory" - 02.08 – SKY – "Forever" - 02.15 – SKY – "Forever" - 02.22 – SKY – "Forever" - 02.29 – SKY – "Forever" March - 03.07 – Jo Sung-mo – "Thorn Tree" - 03.14 – g.o.d – "Sorrow" - 03.21 – Im Chang-jung – "My Love" - 03.28 – Im Chang-jung – "My Love" April - 04.04 – Im Chang-jung – "My Love" - 04.11 – g.o.d – "Friday Night" - 04.18 – Shin Seung-hun – "The Unwritten Legend" - 04.25 – Shin Seung-hun – "The Unwritten Legend" May - 05.02 – Kim Min-jong – "Why" - 05.09 – Clon – "First Love" - 05.16 – Clon – "First Love" - 05.23 – Clon – "First Love" - 05.30 – Clon – "First Love" June - 06.06 – Baek Ji-young – "Dash" - 06.13 – Baek Ji-young – "Dash" - 06.20 – Baby V.O.X. – "Why" - 06.27 – J – "Like Yesterday" July - 07.04 – Kim Hyun-jung – "Bruise" - 07.11 – Kim Hyun-jung – "Bruise" - 07.18 – Country Kko Kko – "Kiss" - 07.25 – Country Kko Kko – "Kiss" August - 08.01 – Country Kko Kko – "Kiss" - 08.08 – Baek Ji-young – "Sad Salsa" - 08.15 – Lee Jung-hyun – "You" - 08.22 – Baek Ji-young – "Sad Salsa" - 08.29 – Kim Hyun-jung – "Are You For Real" September - 09.05 – Hong Kyung-min – "Broken Friendship" - 09.12 – Hong Kyung-min – "Broken Friendship" - 09.19 – Park Ji-yoon – "Coming Of Age Ceremony" - 09.26 – Jo Sung-mo – "Do You Know" October - 10.03 – Jo Sung-mo – "Do You Know" - 10.12 – Jo Sung-mo – "Do You Know" - 10.19 – Sharp – "Good For You!!" - 10.26 – Sharp – "Good For You!!" November - 11.02 – Fin.K.L – "Now" - 11.09 – H.O.T. – "Outside Castle" - 11.16 – H.O.T. – "Outside Castle" - 11.23 – H.O.T. – "Outside Castle" - 11.30 – g.o.d – "Lies" December - 12.07 – g.o.d – "Lies" - 12.14 – g.o.d – "Lies" - 12.21 – Yoo Seung-jun – "Wish You Could Find" - 12.28 – Yoo Seung-jun – "Wish You Could Find" |

#### 2001
| January - 01.04 – Yoo Seung-jun – "Wish You Could Find" - 01.11 – Im Chang-jung – "You're Like Me" - 01.18 – Im Chang-jung – "You're Like Me" - 01.25 – Im Chang-jung – "You're Like Me" February - 02.01 – Kim Jang-hoon – "Monologu" - 02.08 – S.E.S. – "Show Me Your Love" - 02.15 – S.E.S. – "Show Me Your Love" - 02.22 – S.E.S. – "Show Me Your Love" March - 03.01 – Koyote – "Disturbance" - 03.08 – Koyote – "Disturbance" - 03.15 – Position – "I Love You" - 03.22 – Position – "I Love You" - 03.29 – Position – "I Love You" April - 04.05 – Sharp – "Sweety" - 04.12 – Sharp – "Sweety" - 04.19 – Psy – "Bird" - 04.26 – Psy – "Bird" May - 05.03 – Psy – "Bird" - 05.10 – Hong Kyung-min – "Take It" - 05.17 – Hong Kyung-min – "Take It" - 05.24 – Hong Kyung-min – "Take It" - 05.31 – Fin.K.L – "You'll Never Know" June - 06.07 – Fin.K.L – "You'll Never Know" - 06.14 – Sharp – "100 Days Prayer" - 06.21 – Sharp – "100 Days Prayer" - 06.28 – Sharp – "100 Days Prayer" July - 07.05 – Kim Gun-mo – "I'm Sorry" - 07.12 – Kim Gun-mo – "I'm Sorry" - 07.19 – Kim Gun-mo – "I'm Sorry" - 07.26 – Brown Eyes – "벌써 일년 August - 08.02 – Brown Eyes – "벌써 일년 |

### Người giành được hạng 1 mỗi tuần.

#### 2007
| Ngày        | Nghệ sĩ                  | Tên bài hát              | Điểm                     |
| ----------- | ------------------------ | ------------------------ | ------------------------ |
| 7 tháng 9   | Big Bang                 | "Lies"                   | 5,819                    |
| 14 tháng 9  | F.T. Island              | "Love Sick"              | 189,793                  |
| 21 tháng 9  | Kang Jin                 | "땡벌"                   | 1,258                    |
| 28 tháng 9  | Wheesung                 | "Love Is Delicious"      | 42,429                   |
| 5 tháng 10  | Big Bang                 | "Lies"                   | 4,439                    |
| 12 tháng 10 | F.T. Island              | "Thunder"                | 247,514                  |
| 19 tháng 10 | Big Bang                 | "Lies"                   | 1,295                    |
| 26 tháng 10 | No show or chart winners | No show or chart winners | No show or chart winners |
| 2 tháng 11  | Wonder Girls             | "Tell Me"                | 5,013                    |
| 9 tháng 11  | Wonder Girls             | "Tell Me"                | 294,468                  |
| 16 tháng 11 | Insooni                  | "Goose's Dream"          | 1,441                    |
| 23 tháng 11 | Brown Eyed Soul          | "My Story"               | 45,809                   |
| 30 tháng 11 | Wonder Girls             | "Tell Me"                | 4,559                    |
| 7 tháng 12  | Wonder Girls             | "Tell Me"                | 1,666                    |
| 14 tháng 12 | Big Bang                 | "Last Farewell"          | 43,694                   |
| 21 tháng 12 | Big Bang                 | "Last Farewell"          | 5,086                    |
| 28 tháng 12 | Wonder Girls             | "Tell Me"                | 5,621                    |

#### 2008
|   | Điểm cao nhất trong năm 2008    |
| — | Chương trình không được tổ chức |

| Tập | Ngày        | Nghệ sĩ                  | Tên bài hát                  | Điểm                     |
| --- | ----------- | ------------------------ | ---------------------------- | ------------------------ |
| 445 | 4 tháng 1   | Wonder Girls             | "Tell Me"                    | 4,938                    |
| 446 | 11 tháng 1  | Big Bang                 | "Last Farewell"              | 4,573                    |
| 447 | 18 tháng 1  | Haha                     | "You Are My Destiny"         | 2,952                    |
| 448 | 25 tháng 1  | Toy                      | "Warm Hello"                 | 1,663                    |
| 449 | 1 tháng 2   | Big Bang                 | "Last Farewell"              | 4,285                    |
| —   | 8 tháng 2   | No show or chart winners | No show or chart winners     | No show or chart winners |
| 450 | 15 tháng 2  | Park Ji-hun              | "보고 싶은 날엔"             | 2,790                    |
| 451 | 22 tháng 2  | Brown Eyed Girls         | "L.O.V.E"                    | 2,352                    |
| 452 | 29 tháng 2  | Girls' Generation        | "Kissing You"                | 5,248                    |
| 453 | 7 tháng 3   | Jewelry                  | "One More Time"              | 4,653                    |
| 454 | 14 tháng 3  | Jewelry                  | "One More Time"              | 3,921                    |
| 455 | 21 tháng 3  | Jewelry                  | "One More Time"              | 3,788                    |
| 456 | 28 tháng 3  | Jewelry                  | "One More Time"              | 6,088                    |
| 457 | 4 tháng 4   | Jewelry                  | "One More Time"              | 3,023                    |
| 458 | 11 tháng 4  | Jewelry                  | "One More Time"              | 2,967                    |
| 459 | 18 tháng 4  | Jewelry                  | "One More Time"              | 3,374                    |
| 460 | 25 tháng 4  | Lee Seung-gi             | "I Will Give You Everything" | 7,448                    |
| 461 | 2 tháng 5   | MC Mong                  | "Circus"                     | 3,223                    |
| 462 | 9 tháng 5   | MC Mong                  | "Circus"                     | 4,137                    |
| 463 | 16 tháng 5  | MC Mong                  | "Circus"                     | 4,330                    |
| 464 | 23 tháng 5  | MC Mong                  | "Circus"                     | 3,930                    |
| 465 | 30 tháng 5  | MC Mong                  | "Circus"                     | 8,971                    |
| 466 | 6 tháng 6   | Wonder Girls             | "So Hot"                     | 3,529                    |
| 467 | 13 tháng 6  | Wonder Girls             | "So Hot"                     | 4,522                    |
| 468 | 20 tháng 6  | Wonder Girls             | "So Hot"                     | 4,965                    |
| 469 | 27 tháng 6  | Wonder Girls             | "So Hot"                     | 10,135                   |
| 470 | 4 tháng 7   | No chart winners         | No chart winners             | No chart winners         |
| 471 | 11 tháng 7  | Wonder Girls             | "So Hot"                     | 3,254                    |
| 472 | 18 tháng 7  | Davichi                  | "Love and War"               | 3,342                    |
| 473 | 25 tháng 7  | Brown Eyes               | "Don't Leave"                | 10,386                   |
| 474 | 1 tháng 8   | Lee Hyori                | "U-Go-Girl"                  | 4,364                    |
| 475 | 8 tháng 8   | Lee Hyori                | "U-Go-Girl"                  | 4,389                    |
| —   | 15 tháng 8  | Lee Hyori                | "U-Go-Girl"                  | —                        |
| —   | 22 tháng 8  | Big Bang                 | "Day by Day"                 | 6,026                    |
| 476 | 29 tháng 8  | Seo Taiji                | "Moai"                       | 11,485                   |
| 477 | 5 tháng 9   | Big Bang                 | "Day by Day"                 | 5,116                    |
| 478 | 12 tháng 9  | Big Bang                 | "Day by Day"                 | 4,968                    |
| —   | 19 tháng 9  | Big Bang                 | "Day by Day"                 | 4,268                    |
| 479 | 26 tháng 9  | Big Bang                 | "Day by Day"                 | 10,872                   |
| 480 | 3 tháng 10  | Wonder Girls             | "Nobody"                     | 6,400                    |
| 481 | 10 tháng 10 | Wonder Girls             | "Nobody"                     | 8,350                    |
| 482 | 17 tháng 10 | Wonder Girls             | "Nobody"                     | 6,504                    |
| 483 | 24 tháng 10 | Wonder Girls             | "Nobody"                     | 5,884                    |
| —   | 31 tháng 10 | TVXQ                     | "Mirotic"                    | 16,403                   |
| 484 | 7 tháng 11  | Kim Jong-kook            | "Today More Than Yesterday"  | 5,792                    |
| 485 | 14 tháng 11 | Kim Jong-kook            | "Today More Than Yesterday"  | 5,131                    |
| 486 | 21 tháng 11 | Big Bang                 | "Sunset Glow"                | 6,026                    |
| 487 | 28 tháng 11 | Big Bang                 | "Sunset Glow"                | 11,784                   |
| 488 | 5 tháng 12  | Baek Ji-young            | "Like Being Hit by a Bullet" | 5,741                    |
| 489 | 12 tháng 12 | Baek Ji-young            | "Like Being Hit by a Bullet" | 5,444                    |
| 490 | 19 tháng 12 | Baek Ji-young            | "Like Being Hit by a Bullet" | 4,557                    |
| 491 | 26 tháng 12 | Big Bang                 | "Sunset Glow"                | 9,147                    |
| 491 | 26 tháng 12 | TVXQ                     | "Mirotic"                    | —                        |

#### 2009
|   | Điểm cao nhất trong năm 2009    |
| — | Chương trình không được tổ chức |

| Tập | Ngày        | Nghệ sĩ                 | Tên bài hát                                    | Điểm                    |
| --- | ----------- | ----------------------- | ---------------------------------------------- | ----------------------- |
| 492 | 2 tháng 1   | Baek Ji-young           | "Like Being Hit by a Bullet"                   | 3,996                   |
| 493 | 9 tháng 1   | Baek Ji-young           | "Like Being Hit by a Bullet"                   | 4,438                   |
| 494 | 16 tháng 1  | Girls' Generation       | "Gee"                                          | 4,299                   |
| 495 | 23 tháng 1  | Girls' Generation       | "Gee"                                          | 7,397                   |
| 496 | 30 tháng 1  | Girls' Generation       | "Gee"                                          | 11,984                  |
| 497 | 6 tháng 2   | Girls' Generation       | "Gee"                                          | 5,093                   |
| 498 | 13 tháng 2  | Girls' Generation       | "Gee"                                          | 4,227                   |
| 499 | 20 tháng 2  | Girls' Generation       | "Gee"                                          | 4,099                   |
| 500 | 27 tháng 2  | Girls' Generation       | "Gee"                                          | 12,982                  |
| 501 | 6 tháng 3   | Girls' Generation       | "Gee"                                          | 3,237                   |
| 502 | 13 tháng 3  | Girls' Generation       | "Gee"                                          | 3,136                   |
| 503 | 20 tháng 3  | Davichi                 | "8282"                                         | 3,410                   |
| 504 | 27 tháng 3  | Super Junior            | "Sorry, Sorry"                                 | 10,193                  |
| 505 | 3 tháng 4   | Davichi                 | "8282"                                         | 4,258                   |
| 506 | 10 tháng 4  | Son Dam-bi              | "Saturday Night"                               | 4,613                   |
| 507 | 17 tháng 4  | Son Dam-bi              | "Saturday Night"                               | 3,606                   |
| 508 | 24 tháng 4  | Super Junior            | "Sorry, Sorry"                                 | 10,186                  |
| 509 | 1 tháng 5   | Super Junior            | "Sorry, Sorry"                                 | 8,670                   |
| 510 | 8 tháng 5   | Super Junior            | "Sorry, Sorry"                                 | 8,057                   |
| 511 | 15 tháng 5  | Super Junior            | "Sorry, Sorry"                                 | 7,906                   |
| 512 | 22 tháng 5  | Super Junior            | "Sorry, Sorry"                                 | 10,347                  |
| —   | 29 tháng 5  | No show or chart Winner | No show or chart Winner                        | No show or chart Winner |
| 513 | 5 tháng 6   | Shinee                  | "Juliette"                                     | 8,176                   |
| 514 | 12 tháng 6  | 2PM                     | "Again & Again"                                | 6,903                   |
| 515 | 19 tháng 6  | Shinee                  | "Juliette"                                     | 10,511                  |
| 516 | 26 tháng 6  | Girls' Generation       | "Gee"                                          | 9,021                   |
| 517 | 3 tháng 7   | 2PM                     | "I Hate You"                                   | 6,511                   |
| 518 | 10 tháng 7  | Girls' Generation       | "Tell Me Your Wish (Genie)"                    | 17,995                  |
| 519 | 17 tháng 7  | 2NE1                    | "I Don't Care"                                 | 12,013                  |
| 520 | 24 tháng 7  | 2NE1                    | "I Don't Care"                                 | 12,578                  |
| 521 | 31 tháng 7  | 2NE1                    | "I Don't Care"                                 | 13,499                  |
| 522 | 7 tháng 8   | 2NE1                    | "I Don't Care"                                 | 12,053                  |
| 523 | 14 tháng 8  | 2NE1                    | "I Don't Care"                                 | 10,667                  |
| —   | 21 tháng 8  | Brown Eyed Girls        | "Abracadabra"                                  | 10,733                  |
| 524 | 28 tháng 8  | G-Dragon                | "Heartbreaker"                                 | 15,323                  |
| 525 | 4 tháng 9   | G-Dragon                | "Heartbreaker"                                 | 21,322                  |
| 526 | 11 tháng 9  | G-Dragon                | "Heartbreaker"                                 | 18,995                  |
| 527 | 18 tháng 9  | G-Dragon                | "Heartbreaker"                                 | 12,370                  |
| 528 | 25 tháng 9  | G-Dragon                | "Heartbreaker"                                 | 9,316                   |
| —   | 2 tháng 10  | Kim Tae-woo             | "Love Rain"                                    | 10,656                  |
| 529 | 9 tháng 10  | Kim Tae-woo             | "Love Rain"                                    | 9,516                   |
| 530 | 16 tháng 10 | Kim Tae-woo             | "Love Rain"                                    | 9,515                   |
| —   | 23 tháng 10 | Leessang                | "Girl Unable To Break Up, Boy Unable To Leave" | 12,530                  |
| 531 | 30 tháng 10 | Shinee                  | "Ring Ding Dong"                               | 13,189                  |
| 532 | 6 tháng 11  | Shinee                  | "Ring Ding Dong"                               | 11,525                  |
| 533 | 13 tháng 11 | SS501                   | "Love Like This"                               | 11,054                  |
| 534 | 20 tháng 11 | SS501                   | "Love Like This"                               | 10,813                  |
| 535 | 27 tháng 11 | 2PM                     | "Heartbeat"                                    | 12,255                  |
| 536 | 4 tháng 12  | 2PM                     | "Heartbeat"                                    | 10,648                  |
| 537 | 11 tháng 12 | 2PM                     | "Heartbeat"                                    | 9,781                   |
| 538 | 18 tháng 12 | 2PM                     | "Heartbeat"                                    | 7,966                   |
| 539 | 25 tháng 12 | Girls' Generation       | "Gee"                                          | 7,265                   |

#### 2010
|   | Điểm cao nhất trong năm 2010    |
| — | Chương trình không được tổ chức |

| Tập | Ngày        | Nghệ sĩ           | Tên bài hát              | Điểm   |
| --- | ----------- | ----------------- | ------------------------ | ------ |
| 540 | 1 tháng 1   | T-ara             | "Bo Peep Bo Peep"        | 7,652  |
| 541 | 8 tháng 1   | T-ara             | "Bo Peep Bo Peep"        | 7,665  |
| 542 | 15 tháng 1  | Gain & Jo Kwon    | "We Fell in Love"        | 8,905  |
| 543 | 22 tháng 1  | Gain & Jo Kwon    | "We Fell in Love"        | 7,510  |
| 544 | 29 tháng 1  | CNBLUE            | "I'm a Loner"            | 11,956 |
| 545 | 5 tháng 2   | Girls' Generation | "Oh!"                    | 23,077 |
| 546 | 12 tháng 2  | Girls' Generation | "Oh!"                    | 22,689 |
| 547 | 19 tháng 2  | Girls' Generation | "Oh!"                    | 20,284 |
| 548 | 26 tháng 2  | Girls' Generation | "Oh!"                    | 20,549 |
| 549 | 5 tháng 3   | Girls' Generation | "Oh!"                    | 15,931 |
| 550 | 12 tháng 3  | Kara              | "Lupin"                  | 11,180 |
| 551 | 19 tháng 3  | Kara              | "Lupin"                  | 10,798 |
| 552 | 26 tháng 3  | Kara              | "Lupin"                  | 10,322 |
| —   | 2 tháng 4   | Girls' Generation | "Run Devil Run"          | 21,223 |
| —   | 9 tháng 4   | Girls' Generation | "Run Devil Run"          | 13,524 |
| —   | 16 tháng 4  | Rain              | "Love Song"              | 16,871 |
| —   | 23 tháng 4  | Rain              | "Love Song"              | 14,475 |
| 553 | 30 tháng 4  | Rain              | "Love Song"              | 12,837 |
| 554 | 7 tháng 5   | 2PM               | "Without U"              | 12,847 |
| 555 | 14 tháng 5  | 2PM               | "Without U"              | 7,789  |
| 556 | 21 tháng 5  | Super Junior      | "Bonamana"               | 14,720 |
| 557 | 28 tháng 5  | Super Junior      | "Bonamana"               | 14,366 |
| 558 | 4 tháng 6   | Super Junior      | "Bonamana"               | 11,184 |
| 559 | 11 tháng 6  | SS501             | "Love Ya"                | 10,483 |
| 560 | 18 tháng 6  | SS501             | "Love Ya"                | 9,787  |
| 561 | 25 tháng 6  | Girls' Generation | "Oh!"                    | 8,796  |
| 562 | 2 tháng 7   | IU                | "Nagging"                | 7,928  |
| 563 | 9 tháng 7   | Super Junior      | "No Other"               | 11,306 |
| 564 | 16 tháng 7  | Taeyang           | "I Need a Girl"          | 8,522  |
| 565 | 23 tháng 7  | Miss A            | "Bad Girl Good Girl"     | 9,364  |
| 566 | 30 tháng 7  | Shinee            | "Lucifer"                | 14,612 |
| 567 | 6 tháng 8   | Shinee            | "Lucifer"                | 15,129 |
| 568 | 13 tháng 8  | BoA               | "Hurricane Venus"        | 13,677 |
| 569 | 20 tháng 8  | BoA               | "Hurricane Venus"        | 12,989 |
| 570 | 27 tháng 8  | BoA               | "Hurricane Venus"        | 12,195 |
| 571 | 3 tháng 9   | Homme             | "I Was Able to Eat Well" | 8,003  |
| 572 | 10 tháng 9  | F.T. Island       | "Love Love Love"         | 12,414 |
| 573 | 17 tháng 9  | 2NE1              | "Can't Nobody"           | 10,319 |
| 574 | 24 tháng 9  | 2NE1              | "Go Away"                | 12,711 |
| 575 | 1 tháng 10  | 2NE1              | "Go Away"                | 13,917 |
| 576 | 8 tháng 10  | Beast             | "Breath"                 | 10,292 |
| —   | 15 tháng 10 | Shinee            | "Hello"                  | 11,182 |
| 577 | 22 tháng 10 | 2PM               | "I'll Be Back"           | 9,271  |
| 578 | 29 tháng 10 | 2PM               | "I'll Be Back"           | 12,064 |
| 579 | 5 tháng 11  | Girls' Generation | "Hoot"                   | 17,285 |
| 580 | 12 tháng 11 | Girls' Generation | "Hoot"                   | 20,561 |
| 581 | 19 tháng 11 | Girls' Generation | "Hoot"                   | 14,730 |
| —   | 26 tháng 11 | Girls' Generation | "Hoot"                   | 13,247 |
| 582 | 3 tháng 12  | Girls' Generation | "Hoot"                   | 10,436 |
| 583 | 10 tháng 12 | Kara              | "Jumping"                | 9,070  |
| 584 | 17 tháng 12 | Girls' Generation | "Oh!"                    | 6,929  |
| 584 | 17 tháng 12 | Sistar            | "How Dare You"           | 9,441  |
| 585 | 24 tháng 12 | IU                | "Good Day"               | 17,011 |
| —   | 31 tháng 12 | IU                | "Good Day"               | 17,451 |

#### 2011
|   | Điểm cao nhất trong năm 2011    |
| — | Chương trình không được tổ chức |

| Tập | Ngày        | Nghệ sĩ           | Tên bài hát              | Điểm   |
| --- | ----------- | ----------------- | ------------------------ | ------ |
| 586 | 7 tháng 1   | IU                | "Good Day"               | 12,743 |
| 587 | 14 tháng 1  | TVXQ              | "Keep Your Head Down"    | 16,051 |
| 588 | 21 tháng 1  | TVXQ              | "Keep Your Head Down"    | 16,181 |
| 589 | 28 tháng 1  | TVXQ              | "Keep Your Head Down"    | 17,168 |
| —   | 4 tháng 2   | Secret            | "Shy Boy"                | 10,471 |
| 590 | 11 tháng 2  | Secret            | "Shy Boy"                | 10,279 |
| 591 | 18 tháng 2  | Secret            | "Shy Boy"                | 11,477 |
| 592 | 25 tháng 2  | G.NA              | "Black & White"          | 9,257  |
| 593 | 4 tháng 3   | Big Bang          | "Tonight"                | 14,617 |
| 594 | 11 tháng 3  | Big Bang          | "Tonight"                | 20,214 |
| 595 | 18 tháng 3  | Big Bang          | "Tonight"                | 13,198 |
| 596 | 25 tháng 3  | TVXQ              | "Before U Go"            | 11,556 |
| 597 | 1 tháng 4   | CNBLUE            | "Intuition"              | 12,997 |
| 598 | 8 tháng 4   | CNBLUE            | "Intuition"              | 15,383 |
| 599 | 15 tháng 4  | CNBLUE            | "Intuition"              | 11,676 |
| 600 | 22 tháng 4  | Big Bang          | "Love Song"              | 10,757 |
| 601 | 29 tháng 4  | f(x)              | "Pinocchio (Danger)"     | 14,523 |
| 602 | 6 tháng 5   | Jay Park          | "Abandoned (Feat. Dok2)" | 13,477 |
| 603 | 13 tháng 5  | Jay Park          | "Abandoned (Feat. Dok2)" | 11,554 |
| 604 | 20 tháng 5  | f(x)              | "Pinocchio (Danger)"     | 10,340 |
| —   | 27 tháng 5  | Beast             | "On Rainy Days"          | 14,602 |
| 605 | 3 tháng 6   | Beast             | "Fiction"                | 15,630 |
| 606 | 10 tháng 6  | Beast             | "Fiction"                | 15,046 |
| 607 | 17 tháng 6  | Kim Hyun-joong    | "Break Down"             | 15,780 |
| 608 | 24 tháng 6  | Kim Hyun-joong    | "Break Down"             | 17,294 |
| 609 | 1 tháng 7   | 2PM               | "Hands Up"               | 15,950 |
| 610 | 8 tháng 7   | 2PM               | "Hands Up"               | 15,582 |
| 611 | 15 tháng 7  | 2PM               | "Hands Up"               | 14,547 |
| 612 | 22 tháng 7  | 2PM               | "Hands Up"               | 14,011 |
| 613 | 29 tháng 7  | Miss A            | "Good-bye Baby"          | 10,990 |
| 614 | 5 tháng 8   | 2NE1              | "I Am the Best"          | 12,304 |
| 615 | 12 tháng 8  | Super Junior      | "Mr. Simple"             | 16,815 |
| 616 | 19 tháng 8  | Super Junior      | "Mr. Simple"             | 19,813 |
| 617 | 26 tháng 8  | Super Junior      | "Mr. Simple"             | 20,653 |
| 618 | 2 tháng 9   | Super Junior      | "Mr. Simple"             | 17,464 |
| 619 | 9 tháng 9   | Super Junior      | "Mr. Simple"             | 17,735 |
| 620 | 16 tháng 9  | Kara              | "Step"                   | 11,270 |
| 621 | 23 tháng 9  | Kara              | "Step"                   | 14,708 |
| 622 | 30 tháng 9  | Huh Gak           | "Hello"                  | 11,449 |
| 623 | 7 tháng 10  | Davichi           | "Don't Say Goodbye"      | 11,944 |
| 624 | 14 tháng 10 | Davichi           | "Don't Say Goodbye"      | 12,346 |
| 625 | 21 tháng 10 | Kim Hyun-joong    | "Lucky Guy"              | 15,729 |
| 626 | 28 tháng 10 | Girls' Generation | "The Boys"               | 16,726 |
| 627 | 4 tháng 11  | Girls' Generation | "The Boys"               | 15,349 |
| 628 | 11 tháng 11 | Girls' Generation | "The Boys"               | 13,373 |
| 629 | 18 tháng 11 | Girls' Generation | "The Boys"               | 13,033 |
| 630 | 25 tháng 11 | Girls' Generation | "The Boys"               | 10,351 |
| 631 | 2 tháng 12  | Girls' Generation | "The Boys"               | 12,324 |
| 632 | 9 tháng 12  | IU                | "You and I"              | 14,592 |
| 633 | 16 tháng 12 | IU                | "You and I"              | 16,245 |
| —   | 23 tháng 12 | IU                | "You and I"              | 13,827 |
| 634 | 30 tháng 12 | IU                | "You and I"              | 11,784 |

#### 2012
|   | Điểm cao nhất trong năm 2012    |
| — | Chương trình không được tổ chức |

| Tập | Ngày        | Nghệ sĩ               | Tên bài hát                    | Điểm   |
| --- | ----------- | --------------------- | ------------------------------ | ------ |
| 635 | 6 tháng 1   | IU                    | "You and I"                    | 16,037 |
| 636 | 13 tháng 1  | IU                    | "You and I"                    | 11,639 |
| 637 | 20 tháng 1  | T-ara                 | "Lovey-Dovey"                  | 12,489 |
| 638 | 27 tháng 1  | T-ara                 | "Lovey-Dovey"                  | 12,333 |
| 639 | 3 tháng 2   | Teen Top              | "Going Crazy"                  | 11,276 |
| 640 | 10 tháng 2  | T-ara                 | "Lovey-Dovey"                  | 10,592 |
| 641 | 17 tháng 2  | T-ara                 | "Lovey-Dovey"                  | 11,472 |
| 642 | 24 tháng 2  | Jay Park              | "Know Your Name"               | 11,588 |
| 643 | 2 tháng 3   | K.Will                | "I Need You"                   | 12,224 |
| 644 | 9 tháng 3   | Big Bang              | "Blue"                         | 15,421 |
| 645 | 16 tháng 3  | Big Bang              | "Blue"                         | 13,821 |
| 646 | 23 tháng 3  | 2AM                   | "I Wonder If You Hurt Like Me" | 12,210 |
| 647 | 30 tháng 3  | 2AM                   | "I Wonder If You Hurt Like Me" | 16,953 |
| —   | 6 tháng 4   | Shinee                | "Sherlock•셜록 (Clue + Note)"  | —      |
| 648 | 13 tháng 4  | Shinee                | "Sherlock•셜록 (Clue + Note)"  | 11,984 |
| 649 | 20 tháng 4  | CNBLUE                | "Hey You"                      | 11,637 |
| 650 | 27 tháng 4  | Sistar                | "Alone"                        | 17,810 |
| 651 | 4 tháng 5   | Sistar                | "Alone"                        | 10,561 |
| 652 | 11 tháng 5  | Girls' Generation-TTS | "Twinkle"                      | 14,217 |
| 653 | 18 tháng 5  | Girls' Generation-TTS | "Twinkle"                      | 13,070 |
| 654 | 25 tháng 5  | Girls' Generation-TTS | "Twinkle"                      | 11,374 |
| 655 | 1 tháng 6   | Infinite              | "The Chaser"                   | 11,533 |
| 656 | 8 tháng 6   | G.NA                  | "2HOT"                         | 10,872 |
| 657 | 15 tháng 6  | Wonder Girls          | "Like This"                    | 10,780 |
| 658 | 22 tháng 6  | f(x)                  | "Electric Shock"               | 12,304 |
| 659 | 29 tháng 6  | f(x)                  | "Electric Shock"               | 11,017 |
| —   | 6 tháng 7   | Jo Kwon               | "I'm Da One (feat. Zion.T)"    | 7,979  |
| 660 | 13 tháng 7  | Sistar                | "Loving U"                     | 15,582 |
| 661 | 20 tháng 7  | Super Junior          | "Sexy, Free & Single"          | 14,789 |
| 662 | 27 tháng 7  | Super Junior          | "Sexy, Free & Single"          | 9,172  |
| —   | 3 tháng 8   | Sistar                | "Loving U"                     | 9,533  |
| 663 | 10 tháng 8  | Beast                 | "Beautiful Night"              | 16,303 |
| 664 | 17 tháng 8  | Psy                   | "Gangnam Style"                | 18,601 |
| 665 | 24 tháng 8  | Psy                   | "Gangnam Style"                | 21,399 |
| 666 | 31 tháng 8  | Psy                   | "Gangnam Style"                | 22,737 |
| 667 | 7 tháng 9   | Kara                  | "Pandora"                      | 16,415 |
| 668 | 14 tháng 9  | Psy                   | "Gangnam Style"                | 21,085 |
| 669 | 21 tháng 9  | Psy                   | "Gangnam Style"                | 20,236 |
| 670 | 28 tháng 9  | Psy                   | "Gangnam Style"                | 20,529 |
| 671 | 5 tháng 10  | Psy                   | "Gangnam Style"                | 28,006 |
| 672 | 12 tháng 10 | Psy                   | "Gangnam Style"                | 30,454 |
| 673 | 19 tháng 10 | Psy                   | "Gangnam Style"                | 24,433 |
| 674 | 26 tháng 10 | Psy                   | "Gangnam Style"                | 19,806 |
| 675 | 2 tháng 11  | Psy                   | "Gangnam Style"                | 19,661 |
| 676 | 9 tháng 11  | Psy                   | "Gangnam Style"                | 14,259 |
| 677 | 16 tháng 11 | Psy                   | "Gangnam Style"                | 13,554 |
| 678 | 23 tháng 11 | Ailee                 | "I Will Show You"              | 9,577  |
| 679 | 30 tháng 11 | Psy                   | "Gangnam Style"                | 10,714 |
| 680 | 7 tháng 12  | Lee Seung-gi          | "Return"                       | 12,861 |
| —   | 14 tháng 12 | Yang Yo-seob          | "Caffeine"                     | 10,624 |
| 681 | 21 tháng 12 | Psy                   | "Gangnam Style"                | 12,443 |
| 681 | 21 tháng 12 | Yang Yo-seob          | "Caffeine"                     | 10,271 |
| —   | 28 tháng 12 | Psy                   | "Gangnam Style"                | 10,856 |

#### 2013
|   | Điểm cao nhất trong năm 2013    |
| — | Chương trình không được tổ chức |

| Tập | Ngày        | Nghệ sĩ                                | Tên bài hát                            | Điểm                                   |
| --- | ----------- | -------------------------------------- | -------------------------------------- | -------------------------------------- |
| 682 | 4 tháng 1   | Psy                                    | "Gangnam Style"                        | 15,078                                 |
| 683 | 11 tháng 1  | Girls' Generation                      | "I Got a Boy"                          | 15,955                                 |
| 684 | 18 tháng 1  | Girls' Generation                      | "I Got a Boy"                          | 18,778                                 |
| 685 | 25 tháng 1  | Girls' Generation                      | "I Got a Boy"                          | 14,121                                 |
| 686 | 1 tháng 2   | CNBLUE                                 | "I'm Sorry"                            | 18,103                                 |
| 687 | 8 tháng 2   | CNBLUE                                 | "I'm Sorry"                            | 14,521                                 |
| 688 | 15 tháng 2  | Sistar19                               | "Gone Not Around Any Longer"           | 19,651                                 |
| 689 | 22 tháng 2  | Sistar19                               | "Gone Not Around Any Longer"           | 14,205                                 |
| 690 | 1 tháng 3   | Sistar19                               | "Gone Not Around Any Longer"           | 12,981                                 |
| 691 | 8 tháng 3   | Shinee                                 | "Dream Girl"                           | 12,323                                 |
| 692 | 15 tháng 3  | Shinee                                 | "Dream Girl"                           | 13,421                                 |
| 693 | 22 tháng 3  | 2AM                                    | "One Spring Day"                       | 13,869                                 |
| 694 | 29 tháng 3  | G.NA                                   | "Oops!"                                | 7,020                                  |
| 695 | 5 tháng 4   | Infinite                               | "Man In Love"                          | 16,387                                 |
| 696 | 12 tháng 4  | Infinite                               | "Man In Love"                          | 10,846                                 |
| 697 | 19 tháng 4  | K.Will                                 | "Love Blossom"                         | 13,217                                 |
| 698 | 26 tháng 4  | Psy                                    | "Gentleman"                            | 15,768                                 |
| 699 | 3 tháng 5   | Cho Yong-pil                           | "Bounce"                               | 16,309                                 |
| —   | 10 tháng 5  | Cho Yong-pil                           | "Bounce"                               | 12,778                                 |
| 700 | 17 tháng 5  | 700th Tập Special, no chart and winner | 700th Tập Special, no chart and winner | 700th Tập Special, no chart and winner |
| 701 | 24 tháng 5  | 2PM                                    | "Comeback When You Hear This Song"     | 13,037                                 |
| 702 | 31 tháng 5  | Shinhwa                                | "This Love"                            | 9,482                                  |
| 703 | 7 tháng 6   | Lee Hyori                              | "Bad Girls"                            | 10,085                                 |
| 704 | 14 tháng 6  | Exo                                    | "Wolf"                                 | 14,419                                 |
| —   | 21 tháng 6  | Sistar                                 | "Give It To Me"                        | 14,040                                 |
| 705 | 28 tháng 6  | Sistar                                 | "Give It To Me"                        | 16,347                                 |
| 706 | 5 tháng 7   | Sistar                                 | "Give It To Me"                        | 15,542                                 |
| 707 | 12 tháng 7  | Dynamic Duo                            | "BAAAM"                                | 14,499                                 |
| 708 | 19 tháng 7  | Apink                                  | "No No No"                             | 10,342                                 |
| 709 | 26 tháng 7  | Ailee                                  | "U&I"                                  | 16,069                                 |
| 710 | 2 tháng 8   | Ailee                                  | "U&I"                                  | 13,835                                 |
| 711 | 9 tháng 8   | f(x)                                   | "Rum Pum Pum Pum"                      | 16,888                                 |
| 712 | 16 tháng 8  | Exo                                    | "Growl"                                | 12,225                                 |
| 713 | 23 tháng 8  | Exo                                    | "Growl"                                | 8,129                                  |
| 714 | 30 tháng 8  | Crayon Pop                             | "Bar Bar Bar"                          | 5,770                                  |
| 715 | 6 tháng 9   | Teen Top                               | "Rocking"                              | 6,824                                  |
| —   | 13 tháng 9  | Kara                                   | "Damaged Lady"                         | 6,350                                  |
| —   | 20 tháng 9  | G-Dragon                               | "Who You?"                             | 6,441                                  |
| 716 | 27 tháng 9  | G-Dragon                               | "Crooked"                              | 6,493                                  |
| 717 | 4 tháng 10  | Busker Busker                          | "Love, at first"                       | 8,077                                  |
| 718 | 11 tháng 10 | Busker Busker                          | "Love, at first"                       | 7,098                                  |
| 719 | 18 tháng 10 | IU                                     | "The Red Shoes"                        | 7,565                                  |
| 720 | 25 tháng 10 | Shinee                                 | "Everybody"                            | 7,649                                  |
| —   | 1 tháng 11  | K.Will                                 | "You Don't Know Love"                  | 6,324                                  |
| 721 | 8 tháng 11  | Trouble Maker                          | "Now"                                  | 6,273                                  |
| 722 | 15 tháng 11 | Trouble Maker                          | "Now"                                  | 4,768                                  |
| 723 | 22 tháng 11 | Miss A                                 | "Hush"                                 | 5,722                                  |
| 724 | 29 tháng 11 | Lee Juck                               | "Lie Lie Lie"                          | 4,544                                  |
| 725 | 6 tháng 12  | VIXX                                   | "Voodoo Doll"                          | 5,084                                  |
| 726 | 13 tháng 12 | Hyolyn                                 | "One Way Love"                         | 5,399                                  |
| 727 | 20 tháng 12 | Cho Yong-pil                           | "Bounce"                               | 3,678                                  |
| 727 | 20 tháng 12 | Exo                                    | "Miracles in December"                 | 11,148                                 |
| —   | 27 tháng 12 | No chart and winner                    | No chart and winner                    | No chart and winner                    |

#### 2014
|   | Điểm cao nhất trong năm 2014    |
| — | Chương trình không được tổ chức |

| Tập | Ngày        | Nghệ sĩ                                        | Tên bài hát                                    | Điểm                                           |
| --- | ----------- | ---------------------------------------------- | ---------------------------------------------- | ---------------------------------------------- |
| 728 | 3 tháng 1   | IU                                             | "Friday"                                       | 4,927                                          |
| 729 | 10 tháng 1  | Rain                                           | "La Song"                                      | 4,722                                          |
| 730 | 17 tháng 1  | TVXQ                                           | "Something"                                    | 9,749                                          |
| 731 | 24 tháng 1  | B1A4                                           | "Lonely"                                       | 8,408                                          |
| —   | 31 tháng 1  | B1A4                                           | "Lonely"                                       | 5,373                                          |
| 732 | 7 tháng 2   | TVXQ                                           | "Something"                                    | 4,839                                          |
| 733 | 14 tháng 2  | B.A.P                                          | "1004 (Angel)"                                 | 6,748                                          |
| 734 | 21 tháng 2  | Soyou & Junggigo                               | "Some"                                         | 11,011                                         |
| 735 | 28 tháng 2  | Soyou & Junggigo                               | "Some"                                         | 9,202                                          |
| 736 | 7 tháng 3   | Soyou & Junggigo                               | "Some"                                         | 7,451                                          |
| 737 | 14 tháng 3  | Girls' Generation                              | "Mr.Mr."                                       | 9,418                                          |
| 738 | 21 tháng 3  | Soyou & Junggigo                               | "Some"                                         | 6,142                                          |
| 739 | 28 tháng 3  | CNBLUE                                         | "Can't Stop"                                   | 6,119                                          |
| 740 | 4 tháng 4   | Soyou & Junggigo                               | "Some"                                         | 4,757                                          |
| 741 | 11 tháng 4  | Apink                                          | "Mr. Chu"                                      | 6,332                                          |
| —   | 18 tháng 4  | No show or chart winners (Sinking of MV Sewol) | No show or chart winners (Sinking of MV Sewol) | No show or chart winners (Sinking of MV Sewol) |
| —   | 25 tháng 4  | No show or chart winners (Sinking of MV Sewol) | No show or chart winners (Sinking of MV Sewol) | No show or chart winners (Sinking of MV Sewol) |
| —   | 2 tháng 5   | No show or chart winners (Sinking of MV Sewol) | No show or chart winners (Sinking of MV Sewol) | No show or chart winners (Sinking of MV Sewol) |
| —   | 9 tháng 5   | No show or chart winners (Sinking of MV Sewol) | No show or chart winners (Sinking of MV Sewol) | No show or chart winners (Sinking of MV Sewol) |
| —   | 16 tháng 5  | No show or chart winners (Sinking of MV Sewol) | No show or chart winners (Sinking of MV Sewol) | No show or chart winners (Sinking of MV Sewol) |
| —   | 23 tháng 5  | No show or chart winners (Sinking of MV Sewol) | No show or chart winners (Sinking of MV Sewol) | No show or chart winners (Sinking of MV Sewol) |
| —   | 30 tháng 5  | Infinite                                       | "Last Romeo"                                   | 6,899                                          |
| —   | 6 tháng 6   | Fly to the Sky                                 | "You You You"                                  | 6,002                                          |
| 742 | 13 tháng 6  | Infinite                                       | "Last Romeo"                                   | 6,286                                          |
| 743 | 20 tháng 6  | Taeyang                                        | "Eyes, Nose, Lips"                             | 6,674                                          |
| 744 | 27 tháng 6  | Beast                                          | "Good Luck"                                    | 6,699                                          |
| 745 | 4 tháng 7   | Beast                                          | "Good Luck"                                    | 7,338                                          |
| 746 | 11 tháng 7  | Beast                                          | "Good Luck"                                    | 6,499                                          |
| 747 | 18 tháng 7  | f(x)                                           | "Red Light"                                    | 6,542                                          |
| 748 | 25 tháng 7  | B1A4                                           | "Solo Day"                                     | 6,883                                          |
| 749 | 1 tháng 8   | Sistar                                         | "Touch My Body"                                | 9,397                                          |
| 750 | 8 tháng 8   | Sistar                                         | "Touch My Body"                                | 8,213                                          |
| 751 | 15 tháng 8  | Sistar                                         | "Touch My Body"                                | 5,930                                          |
| 752 | 22 tháng 8  | Winner                                         | "Empty"                                        | 6,224                                          |
| 753 | 29 tháng 8  | Taemin                                         | "Danger"                                       | 6,180                                          |
| —   | 5 tháng 9   | Sistar                                         | "I Swear"                                      | 4,880                                          |
| 754 | 12 tháng 9  | Super Junior                                   | "Mamacita"                                     | 6,318                                          |
| —   | 19 tháng 9  | Super Junior                                   | "Mamacita"                                     | 7,232                                          |
| 755 | 26 tháng 9  | Teen Top                                       | "Missing"                                      | 6,751                                          |
| 756 | 3 tháng 10  | Girls' Generation-TTS                          | "Holler"                                       | 6,430                                          |
| 757 | 10 tháng 10 | Ailee                                          | "Don't Touch Me"                               | 6,601                                          |
| 758 | 17 tháng 10 | Kim Dong-ryool                                 | "How I Am"                                     | 6,863                                          |
| 759 | 24 tháng 10 | VIXX                                           | "Error"                                        | 5,939                                          |
| 760 | 31 tháng 10 | Beast                                          | "12:30"                                        | 8,229                                          |
| 761 | 7 tháng 11  | Beast                                          | "12:30"                                        | 7,261                                          |
| 762 | 14 tháng 11 | Beast                                          | "12:30"                                        | 3,875                                          |
| 763 | 21 tháng 11 | Kyuhyun                                        | "At Gwanghwamun"                               | 5,359                                          |
| 764 | 28 tháng 11 | Toy                                            | "Three of Us"                                  | 6,778                                          |
| 765 | 5 tháng 12  | Apink                                          | "Luv"                                          | 8,599                                          |
| 766 | 12 tháng 12 | Apink                                          | "Luv"                                          | 8,021                                          |
| 767 | 19 tháng 12 | Apink                                          | "Luv"                                          | 6,006                                          |
| —   | 26 tháng 12 | Apink                                          | "Luv"                                          | 4,960                                          |

#### 2015
|   | Điểm cao nhất trong năm 2015    |
| — | Chương trình không được tổ chức |

| Tập | Ngày        | Nghệ sĩ           | Tên bài hát                          | Điểm   |
| --- | ----------- | ----------------- | ------------------------------------ | ------ |
| 768 | 2 tháng 1   | Exo               | "December, 2014 (The Winter's Tale)" | 4,924  |
| 769 | 9 tháng 1   | EXID              | "Up & Down"                          | 5,054  |
| 770 | 16 tháng 1  | EXID              | "Up & Down"                          | 4,224  |
| 771 | 23 tháng 1  | Jonghyun          | "Déjà-Boo"                           | 8,835  |
| 772 | 30 tháng 1  | Jung Yong-hwa     | "One Fine Day"                       | 7,810  |
| 773 | 6 tháng 2   | Davichi           | "Cry Again"                          | 5,748  |
| 774 | 13 tháng 2  | Jung Yong-hwa     | "One Fine Day"                       | 5,799  |
| —   | 20 tháng 2  | Naul              | "You From The Same Time"             | 6,541  |
| 775 | 27 tháng 2  | Niel              | "Lovekiller"                         | 6,226  |
| 776 | 6 tháng 3   | VIXX              | "Love Equation"                      | 8,963  |
| 777 | 13 tháng 3  | Shinhwa           | "Sniper"                             | 7,614  |
| 778 | 20 tháng 3  | Super Junior-D&E  | "Growing Pains"                      | 6,442  |
| 779 | 27 tháng 3  | Red Velvet        | "Ice Cream Cake"                     | 5,156  |
| 780 | 3 tháng 4   | F.T. Island       | "Pray"                               | 4,454  |
| 781 | 10 tháng 4  | Exo               | "Call Me Baby"                       | 12,681 |
| 782 | 17 tháng 4  | Exo               | "Call Me Baby"                       | 10,525 |
| 783 | 24 tháng 4  | Exo               | "Call Me Baby"                       | 8,182  |
| 784 | 1 tháng 5   | Exo               | "Call Me Baby"                       | 7,746  |
| 785 | 8 tháng 5   | BTS               | "I Need U"                           | 5,973  |
| 786 | 15 tháng 5  | Big Bang          | "Loser"                              | 8,999  |
| 787 | 22 tháng 5  | Big Bang          | "Loser"                              | 6,277  |
| 788 | 29 tháng 5  | Shinee            | "View"                               | 7,297  |
| 789 | 5 tháng 6   | Shinee            | "View"                               | 8,272  |
| 790 | 12 tháng 6  | Exo               | "Love Me Right"                      | 10,595 |
| 791 | 19 tháng 6  | Exo               | "Love Me Right"                      | 8,084  |
| 792 | 26 tháng 6  | Baek A-yeon       | "Shouldn't Have"                     | 5,907  |
| 793 | 3 tháng 7   | Sistar            | "Shake It"                           | 8,180  |
| 794 | 10 tháng 7  | Sistar            | "Shake It"                           | 7,762  |
| 795 | 17 tháng 7  | Girls' Generation | "Party"                              | 7,380  |
| 796 | 24 tháng 7  | Infinite          | "Bad"                                | 6,770  |
| 797 | 31 tháng 7  | Apink             | "Remember"                           | 6,645  |
| 798 | 7 tháng 8   | Beast             | "YeY"                                | 9,299  |
| 799 | 14 tháng 8  | Shinee            | "Married to the Music"               | 6,636  |
| 800 | 21 tháng 8  | Big Bang          | "Let's Not Fall In Love"             | 6,755  |
| 801 | 28 tháng 8  | Girls' Generation | "Lion Heart"                         | 5,612  |
| 802 | 4 tháng 9   | Girls' Generation | "Lion Heart"                         | 9,280  |
| 803 | 11 tháng 9  | Girls' Generation | "Lion Heart"                         | 8,235  |
| 804 | 18 tháng 9  | Girls' Generation | "Lion Heart"                         | 6,382  |
| —   | 25 tháng 9  | CNBLUE            | "Cinderella"                         | 6,267  |
| 805 | 2 tháng 10  | CNBLUE            | "Cinderella"                         | 5,793  |
| 806 | 9 tháng 10  | Im Chang-jung     | "Love Again"                         | 8,113  |
| 807 | 16 tháng 10 | Taeyeon           | "I"                                  | 8,708  |
| 808 | 23 tháng 10 | Taeyeon           | "I"                                  | 8,382  |
| 809 | 30 tháng 10 | Taeyeon           | "I"                                  | 6,007  |
| 810 | 6 tháng 11  | f(x)              | "4 Walls"                            | 7,105  |
| 811 | 13 tháng 11 | f(x)              | "4 Walls"                            | 5,836  |
| 812 | 20 tháng 11 | VIXX              | "Chained Up"                         | 6,659  |
| 813 | 27 tháng 11 | B.A.P             | "Young, Wild & Free"                 | 5,574  |
| 814 | 4 tháng 12  | Lee Hong-gi       | "Insensible"                         | 3,919  |
| 815 | 11 tháng 12 | BTS               | "Run"                                | 7,799  |
| 816 | 18 tháng 12 | Exo               | "Sing for You"                       | 8,372  |
| 817 | 25 tháng 12 | Exo               | "Sing for You"                       | 7,607  |

#### 2016
|   | Điểm cao nhất trong năm 2016    |
| — | Chương trình không được tổ chức |

| Tập | Ngày        | Nghệ sĩ         | Tên bài hát                          | Điểm   |
| --- | ----------- | --------------- | ------------------------------------ | ------ |
| —   | 1 tháng 1   | Exo             | "Sing for You"                       | 4,893  |
| 818 | 8 tháng 1   | BTS             | "Run"                                | 4,765  |
| 819 | 15 tháng 1  | Suzy & Baekhyun | "Dream"                              | 4,229  |
| 820 | 22 tháng 1  | Suzy & Baekhyun | "Dream"                              | 8,391  |
| 821 | 29 tháng 1  | Teen Top        | "Warning Sign"                       | 7,128  |
| 822 | 5 tháng 2   | GFriend         | "Rough"                              | 6,605  |
| 823 | 12 tháng 2  | GFriend         | "Rough"                              | 6,823  |
| 824 | 19 tháng 2  | GFriend         | "Rough"                              | 6,377  |
| 825 | 26 tháng 2  | GFriend         | "Rough"                              | 6,215  |
| 826 | 4 tháng 3   | Taemin          | "Press Your Number"                  | 6,229  |
| 827 | 11 tháng 3  | Mamamoo         | "You're the Best"                    | 7,370  |
| 828 | 18 tháng 3  | Mamamoo         | "You're the Best"                    | 5,537  |
| 829 | 25 tháng 3  | Red Velvet      | "One of These Nights"                | 6,427  |
| 830 | 1 tháng 4   | Got7            | "Fly"                                | 6,967  |
| 831 | 8 tháng 4   | BtoB            | "Remember That"                      | 6,140  |
| 832 | 15 tháng 4  | CNBLUE          | "You're So Fine"                     | 5,763  |
| 833 | 22 tháng 4  | CNBLUE          | "You're So Fine"                     | 4,974  |
| 834 | 29 tháng 4  | VIXX            | "Dynamite"                           | 6,262  |
| 835 | 6 tháng 5   | Twice           | "Cheer Up"                           | 8,079  |
| 836 | 13 tháng 5  | BTS             | "Fire"                               | 8,869  |
| 837 | 20 tháng 5  | Twice           | "Cheer Up"                           | 6,535  |
| 838 | 27 tháng 5  | Twice           | "Cheer Up"                           | 6,350  |
| 839 | 3 tháng 6   | Twice           | "Cheer Up"                           | 6,535  |
| 840 | 10 tháng 6  | Twice           | "Cheer Up"                           | 5,734  |
| 841 | 17 tháng 6  | Exo             | "Monster"                            | 11,570 |
| 842 | 24 tháng 6  | Exo             | "Monster"                            | 10,188 |
| 843 | 1 tháng 7   | Exo             | "Monster"                            | 7,837  |
| 844 | 8 tháng 7   | Taeyeon         | "Starlight"                          | 8,425  |
| 845 | 15 tháng 7  | Beast           | "Ribbon"                             | 6,539  |
| 846 | 22 tháng 7  | GFriend         | "Navillera"                          | 6,851  |
| 847 | 29 tháng 7  | GFriend         | "Navillera"                          | 6,648  |
| 848 | 5 tháng 8   | Wonder Girls    | "Why So Lonely"                      | 6,284  |
| 849 | 12 tháng 8  | GFriend         | "Navillera"                          | 6,499  |
| 850 | 19 tháng 8  | I.O.I           | "Whatta Man"                         | 7,128  |
| 851 | 26 tháng 8  | Exo             | "Lotto"                              | 8,574  |
| 852 | 2 tháng 9   | Exo             | "Lotto"                              | 7,151  |
| 853 | 9 tháng 9   | Han Dong-geun   | "Making A New Ending For This Story" | 6,421  |
| —   | 16 tháng 9  | Im Chang-jung   | "The Love That I Committed"          | 9,813  |
| 854 | 23 tháng 9  | Im Chang-jung   | "The Love That I Committed"          | 10,315 |
| 855 | 30 tháng 9  | Infinite        | "The Eye"                            | 9,129  |
| 856 | 7 tháng 10  | Got7            | "Hard Carry"                         | 7,438  |
| 857 | 14 tháng 10 | Shinee          | "1 of 1"                             | 7,100  |
| 858 | 21 tháng 10 | BTS             | "Blood Sweat & Tears"                | 10,985 |
| 859 | 28 tháng 10 | BTS             | "Blood Sweat & Tears"                | 8,384  |
| 860 | 4 tháng 11  | Twice           | "TT"                                 | 11,274 |
| 861 | 11 tháng 11 | Twice           | "TT"                                 | 8,127  |
| 862 | 18 tháng 11 | Twice           | "TT"                                 | 7,429  |
| 863 | 25 tháng 11 | Twice           | "TT"                                 | 7,580  |
| 864 | 2 tháng 12  | Twice           | "TT"                                 | 6,218  |
| 865 | 9 tháng 12  | B1A4            | "A Lie"                              | 6,694  |
| 866 | 16 tháng 12 | Seventeen       | "Boom Boom"                          | 7,252  |
| 867 | 23 tháng 12 | Big Bang        | "Last Dance"                         | 4,720  |
| —   | 30 tháng 12 | Exo             | "For Life"                           | 8,142  |

#### 2017
|   | Điểm cao nhất trong năm 2017    |
| — | Chương trình không được tổ chức |

| Tập | Ngày        | Nghệ sĩ        | Tên bài hát           | Điểm   |
| --- | ----------- | -------------- | --------------------- | ------ |
| 868 | January 6   | Twice          | "TT"                  | 6,037  |
| 869 | January 13  | Big Bang       | "Fxxk It"             | 7,067  |
| 870 | January 20  | Big Bang       | "Fxxk It"             | 5,173  |
| —   | 27 tháng 1  | Suzy           | "Pretend"             | 4,288  |
| 871 | 3 tháng 2   | Suzy           | "Pretend"             | 3,986  |
| 872 | 10 tháng 2  | Red Velvet     | "Rookie"              | 6,275  |
| 873 | 17 tháng 2  | Red Velvet     | "Rookie"              | 6,621  |
| 874 | 24 tháng 2  | BTS            | "Spring Day"          | 13,250 |
| 875 | 3 tháng 3   | Twice          | "Knock Knock"         | 12,175 |
| 876 | 10 tháng 3  | Taeyeon        | "Fine"                | 9,533  |
| —   | 17 tháng 3  | Twice          | "Knock Knock"         | 6,014  |
| 877 | 24 tháng 3  | Got7           | "Never Ever"          | 8,695  |
| 878 | 31 tháng 3  | Highlight      | "Plz Don't Be Sad"    | 8,502  |
| 879 | 7 tháng 4   | Highlight      | "Plz Don't Be Sad"    | 6,204  |
| 880 | 14 tháng 4  | Highlight      | "Plz Don't Be Sad"    | 5,231  |
| 881 | 21 tháng 4  | Teen Top       | "Love Is"             | 6,189  |
| 882 | 28 tháng 4  | Laboum         | "Hwi Hwi"             | 4,546  |
| —   | 5 tháng 5   | IU             | "Palette"             | 7,921  |
| 883 | 12 tháng 5  | Sechs Kies     | "Be Well"             | 8,031  |
| 884 | 19 tháng 5  | IU             | "Palette"             | 4,303  |
| 885 | 26 tháng 5  | Twice          | "Signal"              | 11,362 |
| 886 | 2 tháng 6   | Seventeen      | "Don't Wanna Cry"     | 9,627  |
| 887 | 9 tháng 6   | Twice          | "Signal"              | 6,430  |
| 888 | 16 tháng 6  | Twice          | "Signal"              | 6,501  |
| 889 | 23 tháng 6  | Hwang Chi-yeul | "A Daily Song"        | 6,380  |
| 890 | 30 tháng 6  | G-Dragon       | "Untitled, 2014"      | 7,458  |
| 891 | 7 tháng 7   | Mamamoo        | "Yes I Am"            | 7,641  |
| 892 | 14 tháng 7  | Heize          | "You, Clouds, Rain"   | 7,174  |
| 893 | 21 tháng 7  | Red Velvet     | "Red Flavor"          | 9,383  |
| 894 | 28 tháng 7  | Exo            | "Ko Ko Bop"           | 12,181 |
| 895 | 4 tháng 8   | Exo            | "Ko Ko Bop"           | 12,103 |
| —   | 11 tháng 8  | GFriend        | "Love Whisper"        | 7,486  |
| —   | 18 tháng 8  | Wanna One      | "Energetic"           | 10,823 |
| 896 | 25 tháng 8  | Wanna One      | "Energetic"           | 11,014 |
| 897 | 1 tháng 9   | Yoon Jong-shin | "Like It"             | 7,420  |
| 898 | 8 tháng 9   | Yoon Jong-shin | "Like It"             | 6,707  |
| 899 | 15 tháng 9  | Exo            | "Power"               | 9,914  |
| 900 | 22 tháng 9  | Exo            | "Power"               | 6,929  |
| 901 | 29 tháng 9  | BTS            | "DNA"                 | 12,581 |
| —   | 6 tháng 10  | BTS            | "DNA"                 | 8,876  |
| 902 | 13 tháng 10 | BTS            | "DNA"                 | 9,851  |
| 903 | 20 tháng 10 | NU'EST W       | "Where You At"        | 7,153  |
| 904 | 27 tháng 10 | BtoB           | "Missing You"         | 7,526  |
| 905 | 3 tháng 11  | Epik High      | "Love Story"          | 5,562  |
| 906 | 10 tháng 11 | Twice          | "Likey"               | 9,231  |
| 907 | 17 tháng 11 | Seventeen      | "Clap"                | 6,275  |
| 908 | 24 tháng 11 | Wanna One      | "Beautiful"           | 10,828 |
| 909 | 1 tháng 12  | Wanna One      | "Beautiful"           | 6,676  |
| 910 | 8 tháng 12  | Minseo         | "Yes"                 | 4,873  |
| 911 | 15 tháng 12 | Naul           | "Emptiness In Memory" | 5,241  |
| 912 | 22 tháng 12 | Twice          | "Heart Shaker"        | 6,880  |
| —   | 29 tháng 12 | Twice          | "Heart Shaker"        | 5,592  |

#### 2018
|   | Điểm cao nhất trong năm 2018    |
| — | Chương trình không được tổ chức |

| Tập | Ngày        | Nghệ sĩ        | Tên bài hát               | Điểm   |
| --- | ----------- | -------------- | ------------------------- | ------ |
| 913 | 5 tháng 1   | Exo            | "Universe"                | 10,371 |
| 914 | 12 tháng 1  | Exo            | "Universe"                | 6,324  |
| 915 | 19 tháng 1  | Infinite       | "Tell Me"                 | 5,393  |
| 916 | 26 tháng 1  | JBJ            | "My Flower"               | 5,531  |
| 917 | 2 tháng 2   | Jonghyun       | "Shinin'"                 | 5,560  |
| —   | 9 tháng 2   | Red Velvet     | "Bad Boy"                 | 5,962  |
| —   | 16 tháng 2  | Seventeen      | "Thanks"                  | 7,540  |
| 918 | 23 tháng 2  | Momoland       | "Bboom Bboom"             | 7,633  |
| 919 | 2 tháng 3   | iKon           | "Love Scenario"           | 6,056  |
| 920 | 9 tháng 3   | Kim Sung-kyu   | "True Love"               | 5,831  |
| —   | 16 tháng 3  | Mamamoo        | "Starry Night"            | 6,015  |
| 921 | 23 tháng 3  | Got7           | "Look"                    | 9,927  |
| 922 | 30 tháng 3  | Wanna One      | "Boomerang"               | 10,298 |
| 923 | 6 tháng 4   | Wanna One      | "Boomerang"               | 7,103  |
| 924 | 13 tháng 4  | Wanna One      | "Boomerang"               | 6,151  |
| 925 | 20 tháng 4  | Twice          | "What Is Love?"           | 9,335  |
| 926 | 27 tháng 4  | Twice          | "What Is Love?"           | 8,367  |
| 927 | 4 tháng 5   | Hwang Chi-yeul | "Star, You"               | 6,552  |
| 928 | 11 tháng 5  | GFriend        | "Time for the Moon Night" | 8,690  |
| 929 | 18 tháng 5  | GFriend        | "Time for the Moon Night" | 6,154  |
| 930 | 25 tháng 5  | BTS            | "Fake Love"               | 10,493 |
| 931 | 1 tháng 6   | BTS            | "Fake Love"               | 15,019 |
| 932 | 8 tháng 6   | BTS            | "Fake Love"               | 10,647 |
| 933 | 15 tháng 6  | Wanna One      | "Light"                   | 11,260 |
| 934 | 22 tháng 6  | Wanna One      | "Light"                   | 7,528  |
| 935 | 29 tháng 6  | Blackpink      | "Ddu-Du Ddu-Du"           | 10,095 |
| 936 | 6 tháng 7   | NU'EST W       | "Dejavu"                  | 10,151 |
| 937 | 13 tháng 7  | Apink          | "I'm So Sick"             | 5,930  |
| 938 | 20 tháng 7  | Twice          | "Dance the Night Away"    | 11,347 |
| 939 | 27 tháng 7  | Seventeen      | "Oh My!"                  | 11,345 |
| 940 | 3 tháng 8   | Twice          | "Dance the Night Away"    | 5,338  |
| 941 | 10 tháng 8  | Shaun          | "Way Back Home"           | 4,729  |
| 942 | 17 tháng 8  | Red Velvet     | "Power Up"                | 8,882  |
| 943 | 24 tháng 8  | Red Velvet     | "Power Up"                | 6,536  |
| 944 | 31 tháng 8  | BTS            | "Idol"                    | 9,567  |
| 945 | 7 tháng 9   | BTS            | "Idol"                    | 11,949 |
| 946 | 14 tháng 9  | BTS            | "Idol"                    | 5,275  |
| 947 | 21 tháng 9  | Sunmi          | "Siren"                   | 5,433  |
| 948 | 28 tháng 9  | Got7           | "Lullaby"                 | 9,751  |
| 949 | 5 tháng 10  | Got7           | "Lullaby"                 | 5,323  |
| 950 | 12 tháng 10 | iKon           | "Goodbye Road"            | 5,239  |
| 951 | 19 tháng 10 | IU             | "Bbibbi"                  | 4,338  |
| 952 | 26 tháng 10 | NCT 127        | "Regular"                 | 6,585  |
| 953 | 2 tháng 11  | Monsta X       | "Shoot Out"               | 7,067  |
| 954 | 9 tháng 11  | Exo            | "Tempo"                   | 8,561  |
| 955 | 16 tháng 11 | Exo            | "Tempo"                   | 9,417  |
| 956 | 23 tháng 11 | BtoB           | "Beautiful Pain"          | 6,680  |
| 957 | 30 tháng 11 | Wanna One      | "Spring Breeze"           | 11,509 |
| 958 | 7 tháng 12  | NU'EST W       | "Help Me"                 | 6,686  |
| 959 | 14 tháng 12 | Got7           | "Miracle"                 | 4,679  |
| 960 | 21 tháng 12 | Exo            | "Love Shot"               | 7,267  |
| —   | 28 tháng 12 | Exo            | "Love Shot"               | 7,742  |

#### 2019
|   | Điểm cao nhất trong năm 2019    |
| — | Chương trình không được tổ chức |

| Tập   | Ngày        | Nghệ sĩ      | Tên bài hát                                            | Điểm   |
| ----- | ----------- | ------------ | ------------------------------------------------------ | ------ |
| 961   | 4 tháng 1   | Exo          | "Tempo"                                                | 9,055  |
| 962   | 11 tháng 1  | Winner       | "Millions"                                             | 3,382  |
| 963   | 18 tháng 1  | Chungha      | "Gotta Go"                                             | 4,824  |
| 964   | 25 tháng 1  | GFriend      | "Sunrise"                                              | 5,600  |
| 965   | 1 tháng 2   | Seventeen    | "Home"                                                 | 9,466  |
| 966   | 8 tháng 2   | Seventeen    | "Home"                                                 | 4,017  |
| 967   | 15 tháng 2  | Seventeen    | "Home"                                                 | 5,249  |
| 968   | 22 tháng 2  | Taemin       | "Want"                                                 | 7,141  |
| 969   | 1 tháng 3   | Monsta X     | "Alligator"                                            | 6,922  |
| 970   | 8 tháng 3   | Itzy         | "Dalla Dalla"                                          | 5,104  |
| 971   | 15 tháng 3  | Itzy         | "Dalla Dalla"                                          | 4,405  |
| 972   | 22 tháng 3  | Epik High    | "Love Drunk"                                           | 4,397  |
| 973   | 29 tháng 3  | Mamamoo      | "Gogobebe"                                             | 4,691  |
| 974   | 5 tháng 4   | Park Ji-hoon | "L.O.V.E"                                              | 6,030  |
| 975   | 12 tháng 4  | Iz*One       | "Violeta"                                              | 7,238  |
| 976   | 19 tháng 4  | BTS          | "Boy with Luv"                                         | 11,231 |
| 977   | 26 tháng 4  | BTS          | "Boy with Luv"                                         | 13,007 |
| 978   | 3 tháng 5   | BTS          | "Boy with Luv"                                         | 7,397  |
| 979   | 10 tháng 5  | NU'EST       | "Bet Bet"                                              | 8,586  |
| 980   | 17 tháng 5  | BTS          | "Boy with Luv"                                         | 6,092  |
| 981   | 24 tháng 5  | BTS          | "Boy with Luv"                                         | 7,662  |
| 982   | 31 tháng 5  | Got7         | "Eclipse"                                              | 5,101  |
| —     | 7 tháng 6   | NCT 127      | "Superhuman"                                           | 4,458  |
| 983   | 14 tháng 6  | BTS          | "Boy with Luv"                                         | 4,591  |
| 984   | 21 tháng 6  | BTS          | "Boy with Luv"                                         | 4,427  |
| 985   | 28 tháng 6  | Red Velvet   | "Zimzalabim"                                           | 4,868  |
| 986   | 5 tháng 7   | Chungha      | "Snapping"                                             | 5,592  |
| 987   | 12 tháng 7  | GFriend      | "Fever"                                                | 5,014  |
| 988   | 19 tháng 7  | Baekhyun     | "UN Village"                                           | 8,401  |
| 989   | 26 tháng 7  | Baekhyun     | "UN Village"                                           | 6,266  |
| 990   | 2 tháng 8   | Exo-SC       | "What a Life"                                          | 7,164  |
| 991   | 9 tháng 8   | Kang Daniel  | "What Are You Up To"                                   | 8,177  |
| 992   | 16 tháng 8  | Itzy         | "Icy"                                                  | 4,440  |
| 993   | 23 tháng 8  | Itzy         | "Icy"                                                  | 4,094  |
| 994   | 30 tháng 8  | Red Velvet   | "Umpah Umpah"                                          | 4,898  |
| 995   | 6 tháng 9   | X1           | "Flash"                                                | 9,021  |
| —     | 13 tháng 9  | X1           | "Flash"                                                | 6,407  |
| 996   | 20 tháng 9  | Bolbbalgan4  | "Workaholic"                                           | 3,539  |
| 997   | 27 tháng 9  | Seventeen    | "Fear"                                                 | 11,565 |
| 998   | 4 tháng 10  | Twice        | "Feel Special"                                         | 8,821  |
| 999   | 11 tháng 10 | Chen         | "Shall We?"                                            | 7,161  |
| 1,000 | 18 tháng 10 | AKMU         | "How Can I Love the Heartbreak, You're the One I Love" | 5,190  |
| 1,001 | 25 tháng 10 | Super Junior | "Super Clap"                                           | 8,514  |
| 1,002 | 1 tháng 11  | NU'EST       | "Love Me"                                              | 6,660  |
| 1,003 | 8 tháng 11  | Taeyeon      | "Spark"                                                | 6,104  |
| 1,004 | 15 tháng 11 | Got7         | "You Calling My Name"                                  | 5,937  |
| 1,005 | 22 tháng 11 | Mamamoo      | "Hip"                                                  | 5,163  |
| 1,006 | 29 tháng 11 | IU           | "Love Poem"                                            | 8,329  |
| 1,007 | 6 tháng 12  | Exo          | "Obsession"                                            | 8,970  |
| 1,008 | 13 tháng 12 | Exo          | "Obsession"                                            | 5,716  |
| 1,009 | 20 tháng 12 | IU           | "Blueming"                                             | 4,527  |
| —     | 27 tháng 12 | IU           | "Blueming"                                             | 4,116  |

#### 2020
|   | Điểm cao nhất trong năm 2020    |
| — | Chương trình không được tổ chức |

| Tập   | Ngày        | Nghệ sĩ                     | Tên bài hát                   | Điểm   |             |
| ----- | ----------- | --------------------------- | ----------------------------- | ------ | ----------- |
| 1,010 | 3 tháng 1   | Red Velvet                  | "Psycho"                      | 7,465  |             |
| 1,011 | 10 tháng 1  | Red Velvet                  | "Psycho"                      | 6,649  |             |
| 1,012 | 17 tháng 1  | SF9                         | "Good Guy"                    | 5,185  |             |
| —     | 24 tháng 1  | Red Velvet                  | "Psycho"                      | 4,594  |             |
| 1,013 | 31 tháng 1  | Zico                        | "Any Song"                    | 5,469  |             |
| 1,014 | 7 tháng 2   | Zico                        | "Any Song"                    | 4,490  |             |
| 1,015 | 14 tháng 2  | GFriend                     | "Crossroads"                  | 4,888  |             |
| 1,016 | 21 tháng 2  | Zico                        | "Any Song"                    | 4,006  |             |
| 1,017 | 28 tháng 2  | BTS                         | "On"                          | 9,785  |             |
| 1,018 | 6 tháng 3   | BTS                         | "On"                          | 11,957 |             |
| 1,019 | 13 tháng 3  | BTS                         | "On"                          | 9,188  |             |
| 1,020 | 20 tháng 3  | BTS                         | "On"                          | 5,696  |             |
| 1,021 | 27 tháng 3  | NCT 127                     | "Kick It"                     | 6,915  |             |
| 1,022 | 3 tháng 4   | Kang Daniel                 | "2U"                          | 6,826  |             |
| 1,023 | 10 tháng 4  | Suho                        | "Let's Love"                  | 8,177  |             |
| 1,024 | 17 tháng 4  | (G)I-dle                    | "Oh My God"                   | 5,831  |             |
| 1,025 | 24 tháng 4  | Apink                       | "Dumhdurum"                   | 5,600  |             |
| 1,026 | 1 tháng 5   | Got7                        | "Not By The Moon"             | 7,308  |             |
| 1,027 | 8 tháng 5   | NCT Dream                   | "Ridin'"                      | 9,123  |             |
| 1,028 | 15 tháng 5  | Oh My Girl                  | "Nonstop"                     | 5,922  |             |
| 1,029 | 22 tháng 5  | NU'EST                      | "I'm in Trouble"              | 9,167  |             |
| 1,030 | 29 tháng 5  | NCT 127                     | "Punch"                       | 5,474  |             |
| 1,031 | 5 tháng 6   | Baekhyun                    | "Candy"                       | 8,236  |             |
| 1,032 | 12 tháng 6  | Twice                       | "More & More"                 | 9,408  |             |
| 1,033 | 19 tháng 6  | Twice                       | "More & More"                 | 4,791  |             |
| 1,034 | 26 tháng 6  | Iz*One                      | "Secret Story of the Swan"    | 7,890  |             |
| 1,035 | 3 tháng 7   | Seventeen                   | "Left & Right"                | 11,579 | [ 1 ] [ 2 ] |
| 1,036 | 10 tháng 7  | Blackpink                   | "How You Like That"           | 4,981  |             |
| 1,037 | 17 tháng 7  | Red Velvet – Irene & Seulgi | "Monster"                     | 6,467  |             |
| 1,038 | 24 tháng 7  | Exo-SC                      | "1 Billion Views"             | 6,431  |             |
| 1,039 | 31 tháng 7  | Blackpink                   | "How You Like That"           | 6,146  |             |
| 1,040 | 7 tháng 8   | Hwasa                       | "María"                       | 3,889  |             |
| —     | 14 tháng 8  | Kang Daniel                 | "Who U Are"                   | 6,248  |             |
| 1,041 | 21 tháng 8  | Hwasa                       | "María"                       | 3,498  |             |
| 1,042 | 28 tháng 8  | Itzy                        | "Not Shy"                     | 6,843  |             |
| 1,043 | 4 tháng 9   | BTS                         | "Dynamite"                    | 6,569  | [ 3 ] [ 4 ] |
| 1,044 | 11 tháng 9  | BTS                         | "Dynamite"                    | 7,454  |             |
| 1,045 | 18 tháng 9  | BTS                         | "Dynamite"                    | 6,963  |             |
| 1,046 | 25 tháng 9  | BTS                         | "Dynamite"                    | 7,099  |             |
| —     | 2 tháng 10  | BTS                         | "Dynamite"                    | 6,341  |             |
| 1,047 | 9 tháng 10  | BTS                         | "Dynamite"                    | 6,532  |             |
| 1,048 | 16 tháng 10 | Blackpink                   | "Lovesick Girls"              | 11,562 |             |
| 1,049 | 23 tháng 10 | NCT U                       | "Make A Wish (Birthday Song)" | 7,876  |             |
| 1,050 | 30 tháng 10 | Seventeen                   | "Home;Run"                    | 10,171 |             |
| 1,051 | 6 tháng 11  | Twice                       | "I Can't Stop Me"             | 5,420  |             |
| 1,052 | 13 tháng 11 | BTS                         | "Dynamite"                    | 4,371  |             |
| 1,053 | 20 tháng 11 | BTS                         | "Dynamite"                    | 4,505  |             |
| 1,054 | 27 tháng 11 | BTS                         | "Dynamite"                    | 11,636 |             |
| 1,055 | 4 tháng 12  | BTS                         | "Dynamite"                    | 10,014 |             |
| 1,056 | 11 tháng 12 | BTS                         | "Dynamite"                    | 4,250  |             |
| —     | 18 tháng 12 | Iz*One                      | "Panorama"                    | 8,074  |             |
| —     | 25 tháng 12 | BTS                         | "Dynamite"                    | 3,570  |             |

#### 2021
|   | Điểm cao nhất trong năm 2021    |
| — | Chương trình không được tổ chức |

| Tập   | Ngày       | Nghệ sĩ              | Tên bài hát | Điểm  |
| ----- | ---------- | -------------------- | ----------- | ----- |
| —     | 1 tháng 1  | BTS                  | "Dynamite"  | 3,904 |
| 1,057 | 8 tháng 1  | BTS                  | "Dynamite"  | 4,447 |
| 1,058 | 15 tháng 1 | NCT U                | "90's Love" | 4,620 |
| 1,059 | 22 tháng 1 | (G)I-dle             | "Hwaa"      | 5,846 |
| 1,060 | 29 tháng 1 | U-Know Yunho         | "Thank U"   | 5,063 |
| 1,061 | 5 tháng 2  | IU (ca sĩ)           | "Celebrity" | 4,558 |
| —     | 12 tháng 2 | IU (ca sĩ)           | "Celebrity" | 6,394 |
| 1,062 | 19 tháng 2 | Kim Woo-seok (ca sĩ) | "Sugar"     | 5,851 |
| 1,063 | 26 tháng 2 | BTS                  | "Dynamite"  | 9,812 |
| 1,064 | 5 tháng 3  | BTS                  | "Dynamite"  | 4,990 |
| 1,065 | 12 tháng 3 | IU (ca sĩ)           | "Celebrity" | 4,456 |
| 1,066 | 19 tháng 3 | Brave Girls          | "Rollin"    | 5,379 |

## Dẫn chương trình
| Năm                                       | Người dẫn                                                                            |
| ----------------------------------------- | ------------------------------------------------------------------------------------ |
| 1998                                      | Ryu Shi-won, Kim Ji-ho                                                               |
| 1999                                      | Ryu Shi-won, Hwang Yu-sun                                                            |
| 1999                                      | Kim Seung-hyun, Hwang Yu-sun                                                         |
| 1999                                      | Ju Young-hun, Hwang Yu-sun                                                           |
| 2000                                      | Ju Young-hun, Kim Gyu-ri                                                             |
| 2000                                      | Lee Hwi-jae, Song Hye-kyo                                                            |
| 2000                                      | Lee Hwi-jae, Lee Na-young                                                            |
| 2001                                      | Lee Hwi-jae, Kim Bo-kyung                                                            |
| 2001                                      | Lee Hwi-jae, Kim Min-sun                                                             |
| 2002                                      | Lee Hwi-jae, Kim Min Jung                                                            |
| 2002                                      | Rain, Shoo                                                                           |
| 2003                                      | Jun Jin, Shoo                                                                        |
| 2003                                      | Choi Jung-won, Park Jung-Ah                                                          |
| 2004–2005                                 | Ji Sung, Park Eun-hye                                                                |
| 2004–2005                                 | Nam Gung-min, So Ee-hyun                                                             |
| 2004–2005                                 | Ji Hyun-woo, Kim Bo-min                                                              |
| 2004–2005                                 | Kang Kyung-jun, Park Kyung-lim                                                       |
| 2006                                      | Kang Kyung-jun, Jang Hee-jin                                                         |
| 2006                                      | Haha, Lee So-yeon (26 tháng 11 - 1 tháng 4 năm 2007)                                 |
| 2007                                      | Haha, Lee Hyun-Ji (8 tháng 4 - 1 tháng 2 năm 2008)                                   |
| 2008                                      | Tablo, Kim Sung-eun (15 tháng 2 - 16 tháng 5)                                        |
| 2008                                      | Tablo, Min Seo-hyun (23 tháng 5 - 8 tháng 8)                                         |
| 2008                                      | Yu Sae-yun, Seo In-Young (29 tháng 8 - 9 tháng 1 năm 2009)                           |
| 2009                                      | Yu Sae-yun, Park Eun-young (16 tháng 1 - 31 tháng 7)                                 |
| 2009–2010                                 | Song Joong-ki, Seo Hyo Rim (7 tháng 8 năm 2009 - 19 tháng 11 năm 2010)               |
| 2010 - 2011                               | Hyun Woo, Kim Min-ji                                                                 |
| 2010 - 2011                               | Hyun Woo, UEE                                                                        |
| 2010 - 2011                               | Tim, Ahn Sohee, Sunye                                                                |
| 2010 - 2011                               | Shindong, Ahn Sohee, Sunye                                                           |
| 2010 - 2011                               | Minho, Ahn Sohee, Yeeun                                                              |
| 2010 - 2011                               | Minho, Ahn Sohee, Yubin                                                              |
| 2010 - 2011                               | Shindong, Ahn Sohee, Yubin                                                           |
| 2010 - 2011                               | Jung Yong Hwa, Choi Siwon, Yoon Doojoon, Jeon Hyun Mu                                |
| 6 tháng 1 năm 2012                        | Lee Jang-woo, UEE                                                                    |
| tháng 11 năm 2013 - 24 tháng 4 năm 2015   | Park Seo Joon, Bora                                                                  |
| 2015 - 2016                               | Park Bo Gum, Irene Bae                                                               |
| 2015 - 2016                               | Kang Min-hyuk, Solbin (Laboum)                                                       |
| 2015 - 2016                               | Kang Min-hyuk, Solbin, Dong-woo                                                      |
| 2015 - 2016                               | Lee Seo Won, Solbin (Laboum)                                                         |
| 15 tháng 6 năm 2018 - 28 tháng 6 năm 2019 | Choi Won-young, Kei (Lovelyz)                                                        |
| 5 tháng 7 năm 2019 - 17 tháng 7 năm 2020  | Choi Bo-min, Shin Ye-eun                                                             |
| 24 tháng 7 năm 2020 - 1 tháng 10 năm 2021 | Arin, Choi Soo-bin                                                                   |
| 8 tháng 10 năm 2021 - 2 tháng 9 năm 2022  | Jang Won-young, Park Sung-hoon                                                       |
| 2023                                      | Haewon (Nmixx), Lee Chae-min (6 tháng 1)                                             |
| 2023                                      | Minji, Lee Chae-min (20 tháng 1 – 27 tháng 1)                                        |
| 2023                                      | Hanni, Lee Chae-min (25 tháng 8)                                                     |
| 2023                                      | Hong Eun-chae (Le Sserafim), Lee Chae-min (10 tháng 2 năm 2023 - 3 tháng 5 năm 2024) |
| 2024                                      | Hyein (NewJeans), Lee Chae-min (19 tháng 1)                                          |
| 2024                                      | Kim Minju (ILLIT), Moon Sangmin (4 tháng 10 - nay)                                   |

## Thành tích và kỷ lục
Danh sách bài hát của năm
| Năm  | Nghệ sĩ           | Bài hát         |
| ---- | ----------------- | --------------- |
| 2007 | Wonder Girls      | "Tell Me"       |
| 2008 | TVXQ              | "Mirotic"       |
| 2009 | Girls' Generation | "Gee"           |
| 2010 | Girls' Generation | "Oh!"           |
| 2011 | IU                | "Good Day"      |
| 2012 | Psy               | "Gangnam Style" |
| 2013 | Cho Yong-pil      | "Bounce"        |

Nghệ sĩ giành chiến thắng nhiều lần nhất
| Thứ hạng | Nghệ sĩ           | Số lần |
| -------- | ----------------- | ------ |
| 1st      | Girls' Generation | 42     |
| 2nd      | Exo               | 33     |
| 3rd      | Big Bang          | 27     |
| 3rd      | BTS               | 27     |
| 5th      | Twice             | 24     |
| 6th      | Psy               | 21     |
| 7th      | Super Junior      | 20     |
| 8th      | IU                | 18     |
| 9th      | Wonder Girls      | 17     |
| 9th      | Yoo Seung-jun     | 17     |
| 11th     | Shinee            | 16     |
| 11th     | Beast / Highlight | 16     |
| 13th     | Sechs Kies        | 15     |
| 13th     | 2PM               | 15     |
| 15th     | Sistar            | 14     |

Bài hát giành chiến thắng nhiều lần liên tiếp nhất
| Thứ hạng | Nghệ sĩ           | Bài hát         | Số lần | Năm       |
| -------- | ----------------- | --------------- | ------ | --------- |
| 1st      | Psy               | "Gangnam Style" | 10     | 2012      |
| 2nd      | Girls' Generation | "Gee"           | 9      | 2009      |
| 3rd      | Jewelry           | "One More Time" | 7      | 2008      |
| 4th      | Girls' Generation | "The Boys"      | 6      | 2011      |
| 4th      | IU                | "You and I"     | 6      | 2011–2012 |
| 6th      | Yoo Seung-jun     | "Passion"       | 5      | 1999      |
| 6th      | Yoo Seung-jun     | "Vision"        | 5      | 1999–2000 |
| 6th      | MC Mong           | "Circus"        | 5      | 2008      |
| 6th      | Wonder Girls      | "So Hot"        | 5      | 2008      |
| 6th      | G-Dragon          | "Heartbreaker"  | 5      | 2009      |
| 6th      | 2NE1              | "I Don't Care"  | 5      | 2009      |
| 6th      | Girls' Generation | "Oh!"           | 5      | 2010      |
| 6th      | Girls' Generation | "Hoot"          | 5      | 2010      |
| 6th      | Super Junior      | "Mr. Simple"    | 5      | 2011      |
| 6th      | Twice             | "TT"            | 5      | 2016      |

Bài hát giành chiến thắng nhiều lần nhất: Bao gồm các chiến thắng tích lũy trong K-chart hàng tuần và các giải thưởng khác (liên tiếp và không liên tiếp)
| Thứ hạng | Nghệ sĩ           | Bài hát                      | Số lần | Năm       |
| -------- | ----------------- | ---------------------------- | ------ | --------- |
| 1st      | Psy               | "Gangnam Style"              | 17 lần | 2012–2013 |
| 2nd      | Girls' Generation | "Gee"                        | 11 lần | 2009      |
| 3rd      | Yoo Seung-jun     | "Vision"                     | 7 lần  | 1999–2000 |
| 3rd      | Jewelry           | "One More Time"              | 7 lần  | 2008      |
| 3rd      | Girls' Generation | "Oh!"                        | 7 lần  | 2010      |
| 4th      | Yoo Seung-jun     | "Passion"                    | 6 lần  | 1999      |
| 4th      | Wonder Girls      | "Tell Me"                    | 6 lần  | 2007      |
| 4th      | Girls' Generation | "The Boys"                   | 6 lần  | 2011      |
| 4th      | IU                | "You and I"                  | 6 lần  | 2011–2012 |
| 4th      | Twice             | "TT"                         | 6 lần  | 2016–2017 |
| 5th      | MC Mong           | "Circus"                     | 5 lần  | 2008      |
| 5th      | Wonder Girls      | "So Hot"                     | 5 lần  | 2008      |
| 5th      | Big Bang          | "Day By Day"                 | 5 lần  | 2008      |
| 5th      | Baek Ji-young     | "Like Being Hit by a Bullet" | 5 lần  | 2008–2009 |
| 5th      | Super Junior      | "Sorry, Sorry"               | 5 lần  | 2009      |
| 5th      | 2NE1              | "I Don't Care"               | 5 lần  | 2009      |
| 5th      | G-Dragon          | "Heartbreaker"               | 5 lần  | 2009      |
| 5th      | Girls' Generation | "Hoot"                       | 5 lần  | 2010      |
| 5th      | Super Junior      | "Mr. Simple"                 | 5 lần  | 2011      |
| 5th      | Soyou và Junggigo | "Some"                       | 5 lần  | 2014      |
| 5th      | Twice             | "Cheer Up"                   | 5 lần  | 2016      |

Điểm số cao nhất (cách tính điểm thứ nhất) (11 tháng 1 năm 2008 – 24 tháng 4 năm 2009)
| Thứ hạng | Nghệ sĩ           | Bài hát        | Điểm số | Ngày       |
| -------- | ----------------- | -------------- | ------- | ---------- |
| 1st      | TVXQ              | "Mirotic"      | 16.404  | 2008/10/31 |
| 2nd      | Girls' Generation | "Gee"          | 12.982  | 2009/02/27 |
| 3rd      | Girls' Generation | "Gee"          | 11.984  | 2009/01/30 |
| 4th      | Big Bang          | "Sunset Glow"  | 11.784  | 2008/11/28 |
| 5th      | Seo Taiji         | "Moai"         | 11.485  | 2008/08/29 |
| 6th      | Big Bang          | "Haru Haru"    | 10.872  | 2008/09/26 |
| 7th      | Brown Eyes        | "Don't Leave"  | 10.386  | 2008/07/25 |
| 8th      | Super Junior      | "Sorry, Sorry" | 10.193  | 2009/03/27 |
| 9th      | Super Junior      | "Sorry, Sorry" | 10.186  | 2009/04/24 |
| 10th     | Wonder Girls      | "So Hot"       | 10.135  | 2008/06/27 |

Điểm số cao nhất (cách tính điểm thứ hai) (1 tháng 5 năm 2009 – 7 tháng 5 năm 2010)
| Thứ hạng | Nghệ sĩ           | Bài hát             | Điểm số | Ngày       |
| -------- | ----------------- | ------------------- | ------- | ---------- |
| 1st      | Girls' Generation | "Oh!"               | 23.077  | 2010/02/05 |
| 2nd      | Girls' Generation | "Oh!"               | 22.689  | 2010/02/12 |
| 3rd      | G-Dragon          | "Heartbreaker"      | 21.322  | 2009/09/04 |
| 4th      | Girls' Generation | "Run Devil Run"     | 21.223  | 2010/04/02 |
| 5th      | Girls' Generation | "Oh!"               | 20.549  | 2010/02/26 |
| 6th      | Girls' Generation | "Oh!"               | 20.284  | 2010/02/19 |
| 7th      | G-Dragon          | "Heartbreaker"      | 18.995  | 2009/09/11 |
| 8th      | Girls' Generation | "Tell Me Your Wish" | 17.995  | 2009/07/10 |
| 9th      | Rain              | "Love Song"         | 16.871  | 2010/04/16 |
| 10th     | Girls' Generation | "Oh!"               | 15.931  | 2010/03/05 |

Điểm số cao nhất (cách tính điểm thứ ba) (14 tháng 5 năm 2010 – 4 tháng 11 năm 2011)
| Thứ hạng | Nghệ sĩ           | Bài hát               | Điểm số | Ngày       |
| -------- | ----------------- | --------------------- | ------- | ---------- |
| 1st      | Super Junior      | "Mr. Simple"          | 20.653  | 2011/08/26 |
| 2nd      | Girls' Generation | "Hoot"                | 20.561  | 2010/11/12 |
| 3rd      | Big Bang          | "Tonight"             | 20.214  | 2011/03/11 |
| 4th      | Super Junior      | "Mr. Simple"          | 19.813  | 2011/08/19 |
| 5th      | Super Junior      | "Mr. Simple"          | 17.735  | 2011/09/09 |
| 6th      | Super Junior      | "Mr. Simple"          | 17.464  | 2011/09/02 |
| 7th      | IU                | "Good Day"            | 17.451  | 2010/12/31 |
| 8th      | Kim Hyun-joong    | "Break Down"          | 17.294  | 2011/06/24 |
| 9th      | Girls' Generation | "Hoot"                | 17.285  | 2010/11/05 |
| 10th     | TVXQ              | "Keep Your Head Down" | 17.168  | 2011/01/28 |

Điểm số cao nhất (cách tính điểm thứ tư) (11 tháng 11 năm 2011 – nay)
| Thứ hạng | Nghệ sĩ | Bài hát         | Điểm số | Ngày       |
| -------- | ------- | --------------- | ------- | ---------- |
| 1st      | Psy     | "Gangnam Style" | 30.454  | 2012/10/12 |
| 2nd      | Psy     | "Gangnam Style" | 28.006  | 2012/10/05 |
| 3rd      | Psy     | "Gangnam Style" | 24.483  | 2012/10/19 |
| 4th      | Psy     | "Gangnam Style" | 22.737  | 2012/08/31 |
| 5th      | Psy     | "Gangnam Style" | 21.399  | 2012/08/24 |
| 6th      | Psy     | "Gangnam Style" | 21.085  | 2012/09/14 |
| 7th      | Psy     | "Gangnam Style" | 20.529  | 2012/09/28 |
| 8th      | Psy     | "Gangnam Style" | 20.236  | 2012/09/21 |
| 9th      | Psy     | "Gangnam Style" | 19.806  | 2012/10/26 |
| 10th     | Psy     | "Gangnam Style" | 19.661  | 2012/11/02 |

Điểm sô cao nhất (cách tính điểm thứ năm)
Cách tính điểm:Điểm nhạc số (65%), Điểm doanh số album (5%), Số lần được phát sóng trên các chương trình của KBS (20%), và Bình chọn của khán giả (10%)
| Rank | Nghệ sĩ | Tên bài hát    | Điểm   | Ngày       |
| ---- | ------- | -------------- | ------ | ---------- |
| 1st  | BTS     | "Fake Love"    | 15,019 | 2018/06/01 |
| 2nd  | BTS     | "Spring Day"   | 13,250 | 2017/02/24 |
| 3rd  | BTS     | "Boy with Luv" | 13,007 | 2019/04/26 |
| 4th  | Exo     | "Call Me Baby" | 12,681 | 2015/04/10 |
| 5th  | BTS     | "DNA"          | 12,581 | 2017/09/29 |
| 6th  | Exo     | "Ko Ko Bop"    | 12,181 | 2017/07/28 |
| 7th  | Twice   | "Knock Knock"  | 12,175 | 2017/03/03 |
| 8th  | Exo     | "Ko Ko Bop"    | 12,103 | 2017/08/04 |
| 9th  | BTS     | "On"           | 11,957 | 2020/03/06 |
| 10th | BTS     | "Idol"         | 11,949 | 2018/09/07 |